# Historia de Portugal

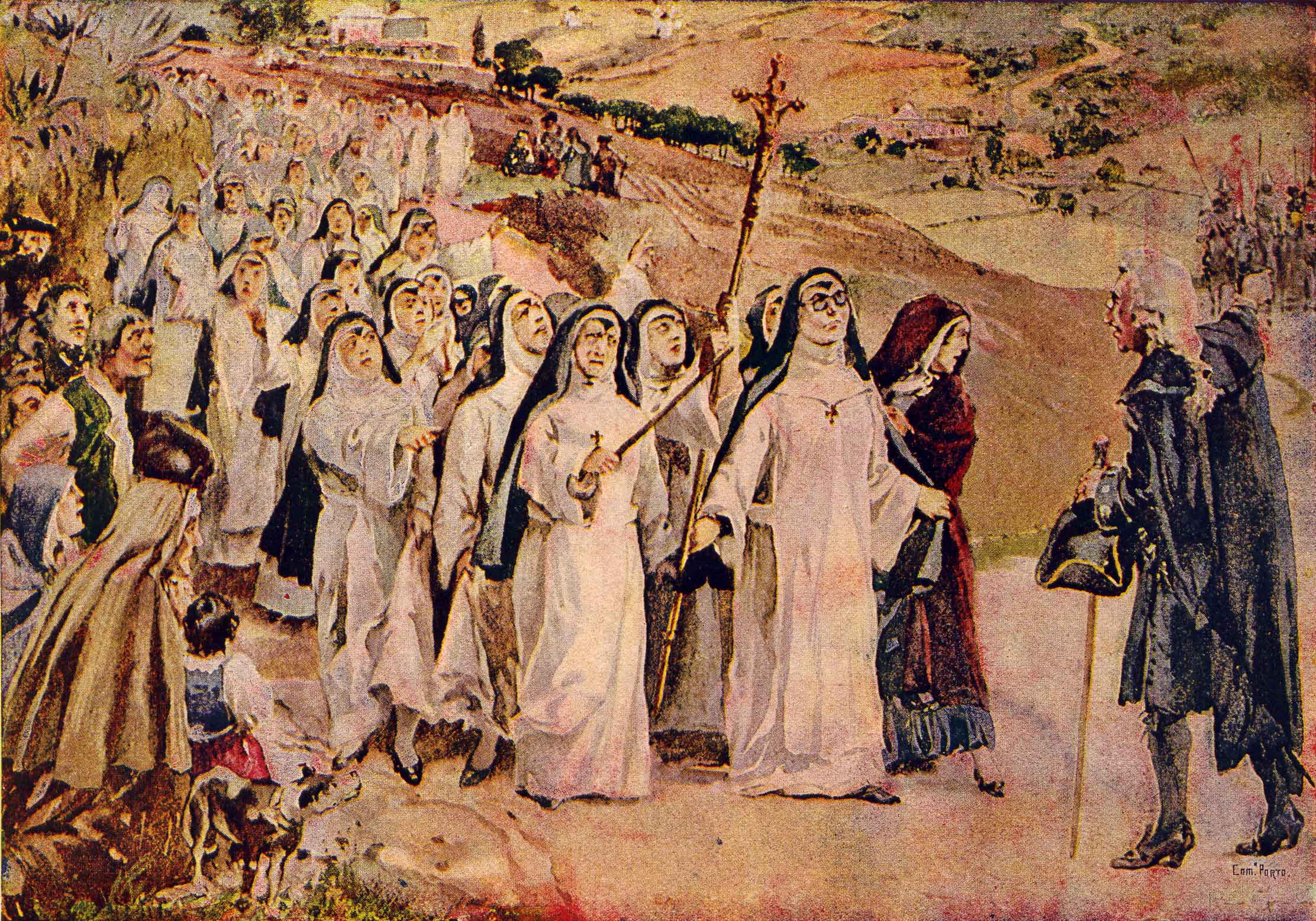
revuelta de las monjas odivelas

Bandera del Condado de Portucale

La historia de Portugal es la propia de una nación europea cuyos orígenes se remontan a la Baja Edad Media, que amplió sus territorios durante la Era de los Descubrimientos hasta crear un vasto imperio por lo que se convirtió en una potencia mundial entre los siglos XV y XVI.
A fines del siglo XVI, Portugal comenzó la pérdida de su fuerza militar y naval en el desastre de Alcazarquivir, y de su flota, que fue incorporada a la Armada Española. En 1755 un terremoto provocó la destrucción de Lisboa, su capital. En el siglo XIX el país se vio afectado por las guerras napoleónicas y la posterior independencia de su mayor colonia, Brasil.
En el año 1910 una revolución depuso la monarquía, pero la República fue incapaz de solventar los problemas de un país inmerso en la conflictividad social, la corrupción y los enfrentamientos con la Iglesia. En 1926 un golpe de Estado dio paso a una dictadura que se mantuvo en el poder hasta 1974, cuando una revolución de militares llevó al establecimiento de la democracia. Al año siguiente, Portugal declaró la independencia de todas sus posesiones en África. Es socio fundador de la OTAN, OECD y la EFTA. En 1986 ingresó en la CEE, actual Unión Europea.

## Etimología
El nombre de Portugal deriva del nombre romano Portus Cale. Cale era el nombre de un asentamiento primitivo localizado en la desembocadura del Duero, que fluye hacia el Océano Atlántico en el norte del actual país. Durante la segunda guerra púnica (final del siglo III a. C.) los Romanos intervienen en la península ibérica en contra de los cartagineses. En ese conflicto conquistaron la localidad de Cale (puerto de origen celta cercano al actual Oporto) pasando a denominarla Portus Cale. Durante la Edad Media, la región circundante a Cale pasó a ser denominada por los Visigodos Portucale. Ese nombre derivaría en Portugale durante los siglos VII y VIII. El término fue usado para referirse a la región entre el Duero y el Miño, que se convirtió en la frontera entre Portugal y España.
Algunos historiadores creen que la palabra Cale deriva del griego Kalles ("bonito"), refiriéndose a la belleza del valle del Duero, donde los griegos decidieron establecerse. La palabra sería transformada por los fenicios en Cale, pasando así a los Romanos. Otros autores piensan que Cale deriva de los pueblos Galaicos que habitaban en la zona.
Portu viene de la palabra Poohto, nombre que también recibe la ciudad que se encuentra actualmente en el lugar, Oporto. La ubicación de la antigua Cale es la actual Gaia (Vila Nova de Gaia), una ciudad al otro lado del río. Muchos piensan que ambas ciudades deben unirse, debido a su cercanía y a sus enlaces históricos.

## Edad Antigua

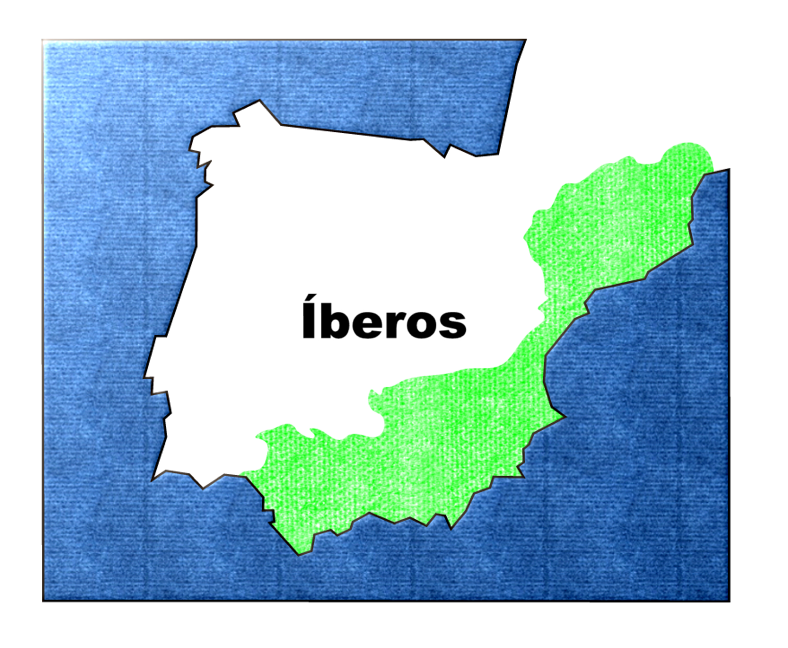
Expansión de los íberos.

Los primeros contactos con griegos y fenicios (finales del II milenio a. C.) significaron el surgimiento de pequeños puestos comerciales costeros semipermanentes. La parte atlántica de la península tuvo menos contactos por lo que está menos documentada que la parte mediterránea. Esa época coincidió con la formación de la primera entidad política conocida, el mítico reino de Tartessos, en el suroeste peninsular. En el I milenio a. C. la península ibérica estaba habitada por los denominados historiográficamente pueblos prerromanos. Recibieron el nombre colectivo de Iberos los de la franja mediterránea y valles del Ebro y Guadalquivir, mientras que los del interior se asociaban a la influencia cultural celta. Debe evitarse considerar tales denominaciones como reflejo de una unidad étnica o cultural que estuvo muy lejos de producirse. En la zona del actual Portugal las fuentes romanas localizan a pueblos que denominan Lusitanos, Galaicos o Gallaeci y los Conios. Otras tribus menos significativas fueron los Brácaros, Célticos, Coelernos, Equesos, Grovios, Interamici, Leunos, Luancos, Límicos, Narbasos, Nemetatos, Pésures, Quaquernos, Seurbos, Tamagani, Taporos, Zoelas o Túrdulos.

### Periodo romano

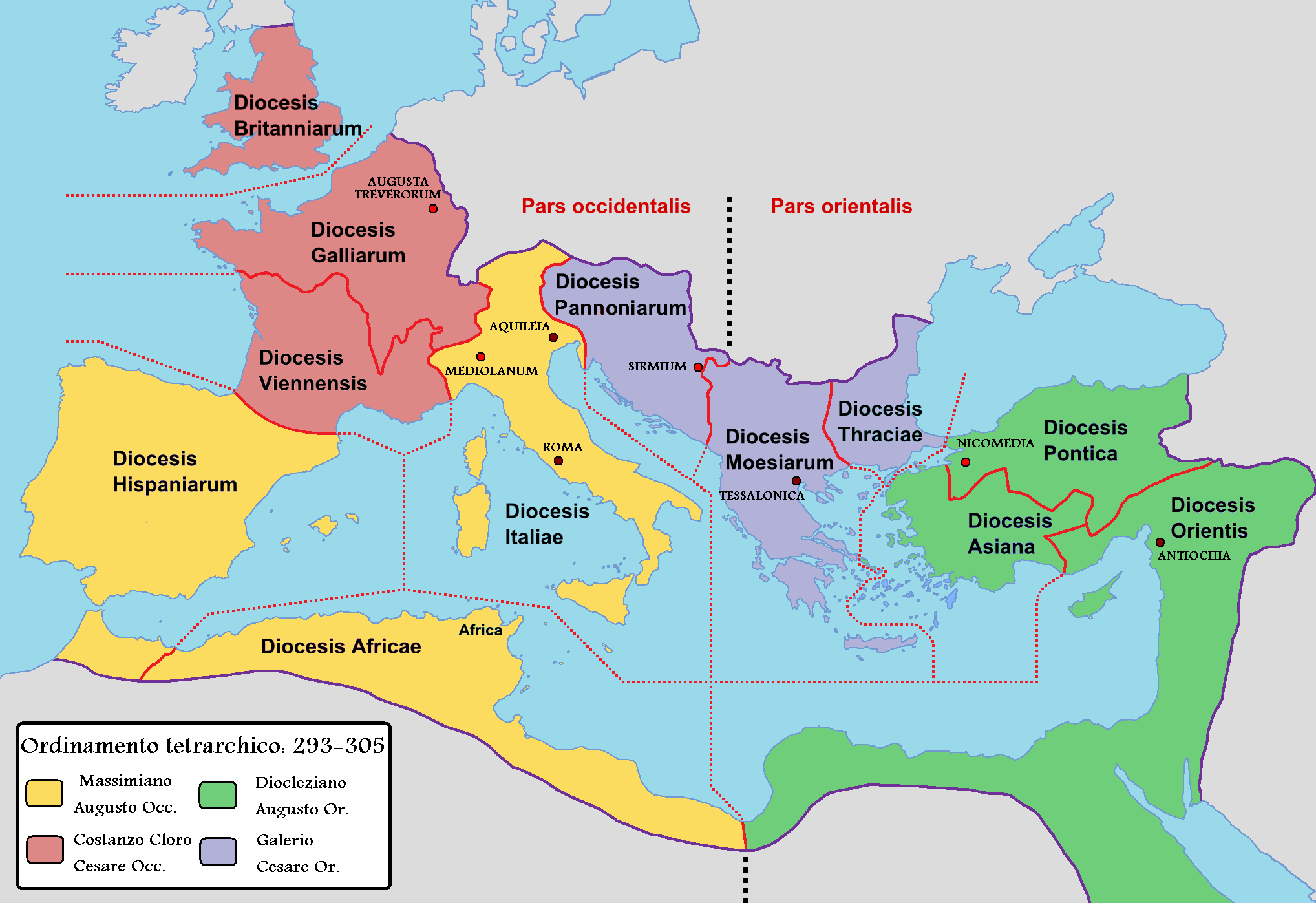
Imperio Romano,.

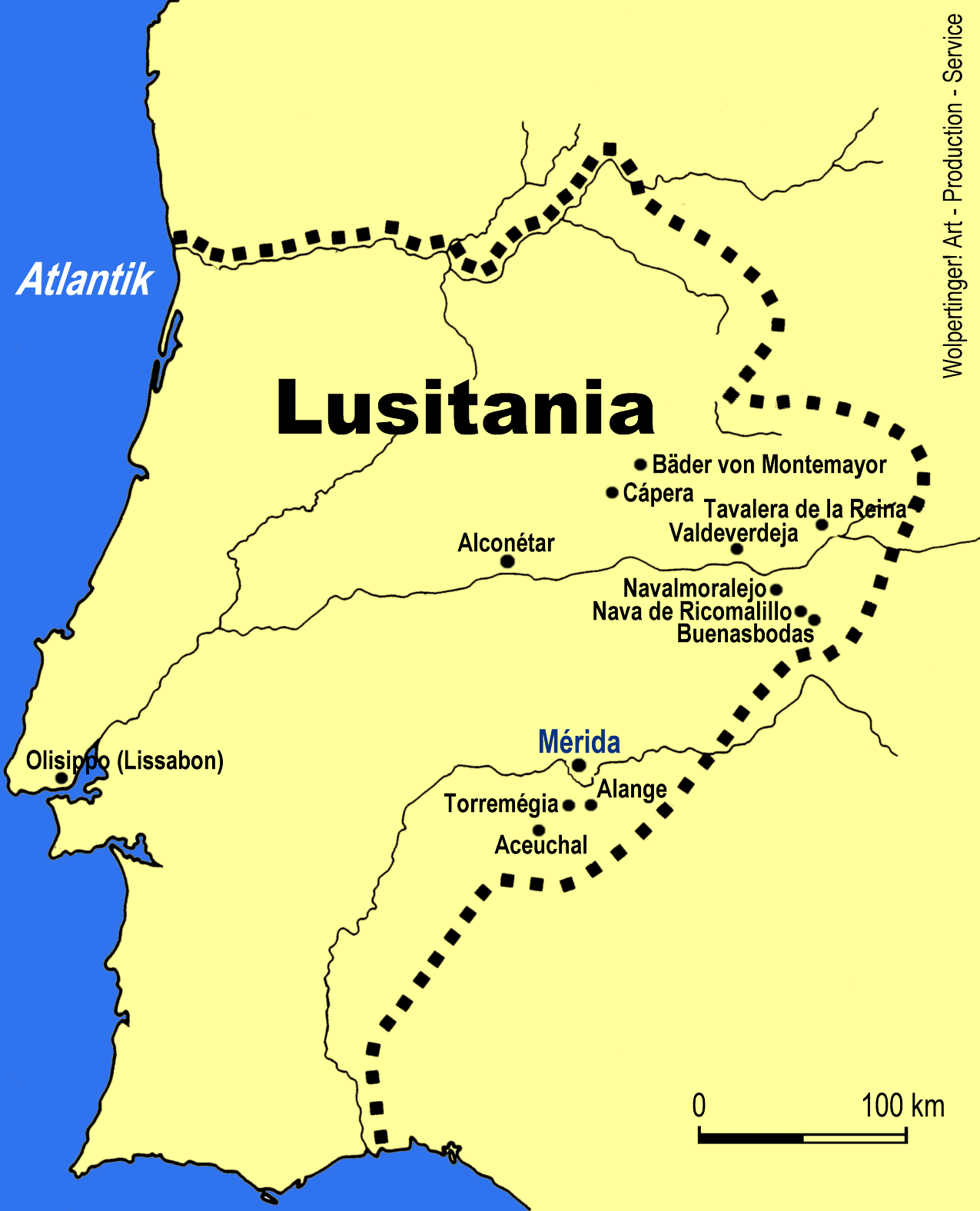
La provincia romana de la Lusitania, al suroeste de la península ibérica.

La península ibérica fue, junto con el norte de Italia, el escenario principal de la segunda guerra púnica entre Cartago y el Imperio romano. Fue durante esta guerra cuando arribaron a las costas peninsulares tropas romanas por primera vez. Tras la conquista de Cartago por parte de Roma los cartagineses tuvieron que renunciar a la península a favor de los romanos (en el 206 antes de Cristo). Este resultado, tras el final de la segunda guerra púnica, se desarrolló a partir del 202 a. C. En el 197 a. C. los romanos crearon dos provincias bajo las cuales quedaba dividida la península: la Hispania Citerior (Norte de Hispania) y la Hispania Ulterior (Sur de Hispania).
Los pueblos celtas que habitaban la zona no estaban dispuestos a someterse a los romanos sin luchar. Esta resistencia comenzó prácticamente desde el momento en que los romanos pisaron el territorio. De esta forma, en el 197 a. C. comenzaron las guerras celtíberas entre los pueblos oriundos de Iberia y las tropas romanas. Tras un acuerdo de paz, en 179 a. C., ideado por Tiberio Sempronio Graco, los pueblos lusos se sometieron a la que entonces era la República Romana.
Con esta victoria romana no se trajo paz a las provincias, sino que los Lusitanos, otro pueblo celtíbero, terminarían por levantarse contra los romanos. El conflicto se fue agrandando cada vez más.
En 154 a. C. dio comienzo lo que se conoce como Guerra Hispánica, un levantamiento de los pueblos celtíberos. Cuatro años más tarde, los romanos consiguieron vencer al jefe lusitano y terminar con la revuelta. Viriato, uno de los pocos supervivientes, se convirtió en jefe de los Lusitanos, continuando con las luchas contra los romanos y convirtiéndose en el héroe de su pueblo. Cuando fue asesinado en manos romanas, mientras se encontraba junto con su pueblo en la localidad de Viseo en 139 a. C., comenzó de nuevo una revuelta. A partir del 138 a. C. los romanos comenzaron a fortificar la zona en la que se encuentra la actual Lisboa. Julio César arribó a Lisboa en el 60 a. C., y terminó con el último foco de resistencia lusitano.
Roma mantuvo el poder en el territorio durante casi cuatro siglos. En 27 a. C. tiene lugar una reforma administrativa bajo el gobierno de César Augusto, en la cual se divide la península ibérica en tres provincias: Bética, Hispania Citerior o Tarraconense y Lusitania (con capital en Emérita Augusta, la actual Mérida). La provincia de la Lusitania se dividió en tres conventos jurídicos: Pacensis (con capital en Pax Iulia, la actual Beja), Scallabitanus (con capital en Scallabis, la actual Santarém) y Emeritensis (con capital en Emérita Augusta, la actual Mérida). Lusitania se componía de la mayor parte del territorio portugués actual (lo que encontramos al sur del Duero) así como las provincias españolas de Salamanca , Cáceres , gran parte de Ávila, zonas de Zamora , el oriente de Toledo , así como una buena parte de Badajoz . Durante la Antigüedad tardía, Diocleciano dividiría la Tarraconense en 3 provincias surgiendo la Hispania Cartaginense y Callaecia o Gallaecia. La Gallaecia se componía de los territorios del actual Portugal que se encontraban al norte del Duero.
Los celtíberos eran paganos, practicando el Sacrificio humano, lo que fue certificado por Apiano durante las exequias de Viriato. En el siglo IV comenzó la cristianización de todos los territorios, creándose cuatro diócesis ( Braga, Ossónoba, Évora y Lisboa), de las cuales Braga era la más antigua.

## Edad Media

### Invasores bárbaros

Expansión de los visigodos en la península ibérica.

En 409 los llamados pueblos bárbaros, suevos, alanos y vándalos (asdingos y silingos) Todos de origen germánico, salvo los Alanos que eran pueblos iranios, se asientan en Hispania. En 411 estos pueblos se dividen entre sí el territorio: los vándalos asdingos ocuparon la Gallecia, los suevos la región del norte del Duero, los alanos las provincias de Lusitania y Cartaginense y los vándalos silingos la Bética.
Al mismo tiempo tiene lugar la entrada de los visigodos en la península ibérica al servicio del Imperio romano con el objetivo de subyugar a los invasores.
De todos estos pueblos, los suevos y los visigodos serían los que tuvieron una presencia más duradera en el territorio en el que actualmente se asienta Portugal. Estableciendo la capital de su reino en Braga, los suevos expanden su territorio hacia Galicia y Lusitania. Los suevos eran originariamente paganos, y fueron evangelizados por Martín de Braga, aunque la variante del cristianismo a la que pertenecieron fue alternativamente católica (la de la población autóctona) o arriana (la de los visigodos). A partir de 470 crecen los problemas del Reino Suevo con el vecino Reino visigodo de Toledo. En 585 el rey visigodo Leovigildo toma Braga y se anexiona el Reino Suevo. A partir de este momento, toda la península permanecerá bajo el reinado godo (con la excepción de algunos puntos en la costa sur del mediterráneo, que estaban controladas por los bizantinos), hasta la invasión musulmana de 711.
Los pueblos bárbaros eran numéricamente inferiores a la población hispanorromana, por lo que su estrategia fue en primer lugar mantenerse como minoría dirigente estrictamente separada de la mayoría autóctona. A ello ayudó el mantenimiento de las diferencias idiomática y religiosa, y la prohibición legal de los matrimonios mixtos. No obstante, la consolidación del reino visigodo (y en menor medida del suevo) se consiguió justamente por políticas de integración con la población local, incluyendo la conversión religiosa, la unificación legislativa y la autorización de matrimonios mixtos, lo que produjo una progresiva identificación y mezcla étnica y cultural.
Las ciudades sufrieron una fuerte decadencia, como en toda Europa Occidental, y tanto las formas de vida urbanas como la economía sufrieron una fuerte ruralización.

### Ocupación musulmana

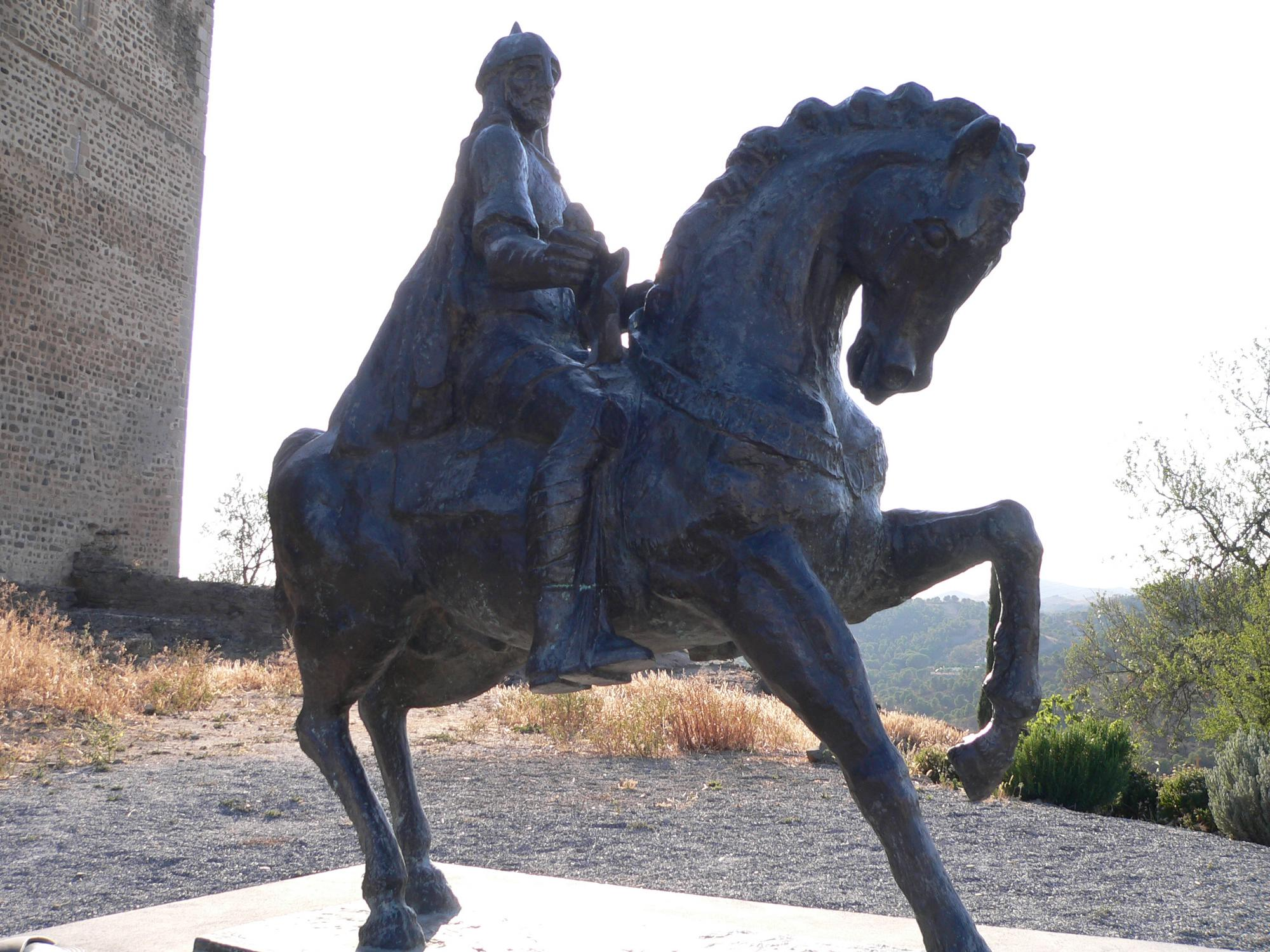
Estatua de Ibn Qasi, señor de Mértola (1144-1147).

En 711 la península ibérica fue ocupada por las tropas del Califato de Damasco (básicamente bereberes norteafricanos con algunos elementos Árabes). Durante los primeros dos siglos el Califato de Damasco luchó por mantener el control de toda la Península. Tras las primeras victorias cristianas la antigua provincia del imperio Omeya se independizó y pasó a ser el emirato de Al-Ándalus, y más tarde pasó a estar controlada por el Califato de Córdoba. En el 712 cayó Toledo, la capital Visigoda. Desde entonces fueron avanzando hacia el norte, y todas las ciudades fueron capitulando. En el 716 controlaban toda la península, aunque el control en el norte era más nominal que militar. A partir de entonces dirigieron sus esfuerzos hacia los Pirineos para tomar el reino Carolingio. En el año 718 en Asturias se produce la primera revuelta, al mando de un noble visigodo llamado Don Pelayo. En 722 tiene lugar la Batalla de Covadonga, donde Pelayo vence y funda el reino de Asturias.
Los siglos VIII y IX significarían un creciente poderío musulmán, a pesar de los núcleos cristianos del norte de la península. En el siglo X, Abderramán III convierte Al-Andalus en califato independiente.
La Reconquista terminó con la Conquista de Granada por parte de los Reyes Católicos en 1492. En esa época, el reino portugués ya existía como nación independiente, dedicándose a los descubrimientos ultramarinos con la excusa de seguir con las cruzadas para difundir el cristianismo. Los musulmanes que no fueron expulsados o asesinados durante la reconquista tuvieron que adquirir las costumbres locales incluido el credo cristiano. No hay datos ciertos sobre la presencia de componentes bereberes en la población portuguesa actual pero algunos científicos apuntan a que la hay.

### Nacimiento de Portugal

Bandera del Condado de Portucale

Si rápida fue la Invasión musulmana, la Reconquista de los reductos de cristianos del norte fue francamente más lenta. Este proceso gradual originó el nacimiento de pequeños reinos que se irían agrandando a medida que la Reconquista iba dando sus frutos. El primero, el Reino de Asturias, se convertiría en Reino de León con Alfonso III el Magno de León en el año 901.
Más tarde, Alfonso VI de León (autodenominado emperador) entregó, por mérito, a su yerno Enrique de Borgoña, el Condado Portucalense. De este condado, que pertenecía al Reino de León, pero que poseía gran autonomía surgiría el Reino de Portugal. Enrique gobernó para conseguir una autonomía completa en su condado y dejó una tierra portucalense mucho más libre de la que recibió. Tras su muerte (1112), le sucede la viuda de éste, Teresa de León, como regente del condado durante la minoría de edad de Afonso Henriques. El pensamiento de Teresa fue idéntico al de su marido: fortalecer la vida portucalense y conseguir la independencia del condado. Teresa comenzó en 1121 a autodenominarse reina, pero los grandes conflictos diplomáticos y la influencia de los nobles gallegos (principalmente Fernando Pérez de Traba) en la regencia de los asuntos públicos perjudicaron su esfuerzo, y fue derrotada por Alfonso VII Rey de León en 1128. A los catorce años de edad (1125), el joven Afonso Henriques es elevado a la condición de caballero, siguiendo las costumbres de los reyes, y convirtiéndose así en guerrero independiente. La posición de favoritismo de la reina en relación con los nobles gallegos y la indiferencia a los hidalgos y eclesiásticos portucalenses originó una revuelta de estos, bajo la dirección de su hijo.
La lucha entre Alfonso Henriques y su madre se desarrolla hasta que en 1128 tiene lugar la Batalla de San Mamede (poco después de la derrota de Teresa ante Alfonso VII y su reconocimiento de este como rey) (Guimarães) en la que Teresa es derrotada y expulsada del territorio que había gobernado durante quince años. Afonso Henriques aprovechó la ocasión para declarar al condado como principado independiente.
No obstante, continuó luchando contra las tropas de Alfonso VII de León y Castilla (no conforme con la pérdida del condado), mientras que paralelamente luchaba contra el Imperio Almorávide. En 1139, Alfonso Henriques consiguió una importante victoria en la Batalla de Ourique, tras declarar la independencia con el apoyo de los jefes portugueses, que le aclamaron como rey.
En esta fecha, 1139, nacía oficialmente el Reino de Portugal y su primera dinastía, con Alfonso I de Portugal como rey.
Reclamando protección pontificia para la nueva monarquía, Alfonso Henriques se dirigió al papa Inocencio II, que declaró Portugal como tributario de la Santa Sede. En 1143 es reconocida la Independencia de Portugal por el rey de León en el Tratado de Zamora, en el que se firma definitivamente la paz. Durante el periodo que continúa, se siguió atendiendo, siempre que era posible, a asegurar la soberanía (que no estuvo asegurada durante la Crisis dinástica), así como a ampliar el territorio hacia el sur.

### Portugal bajo la Casa de Borgoña y de Avís

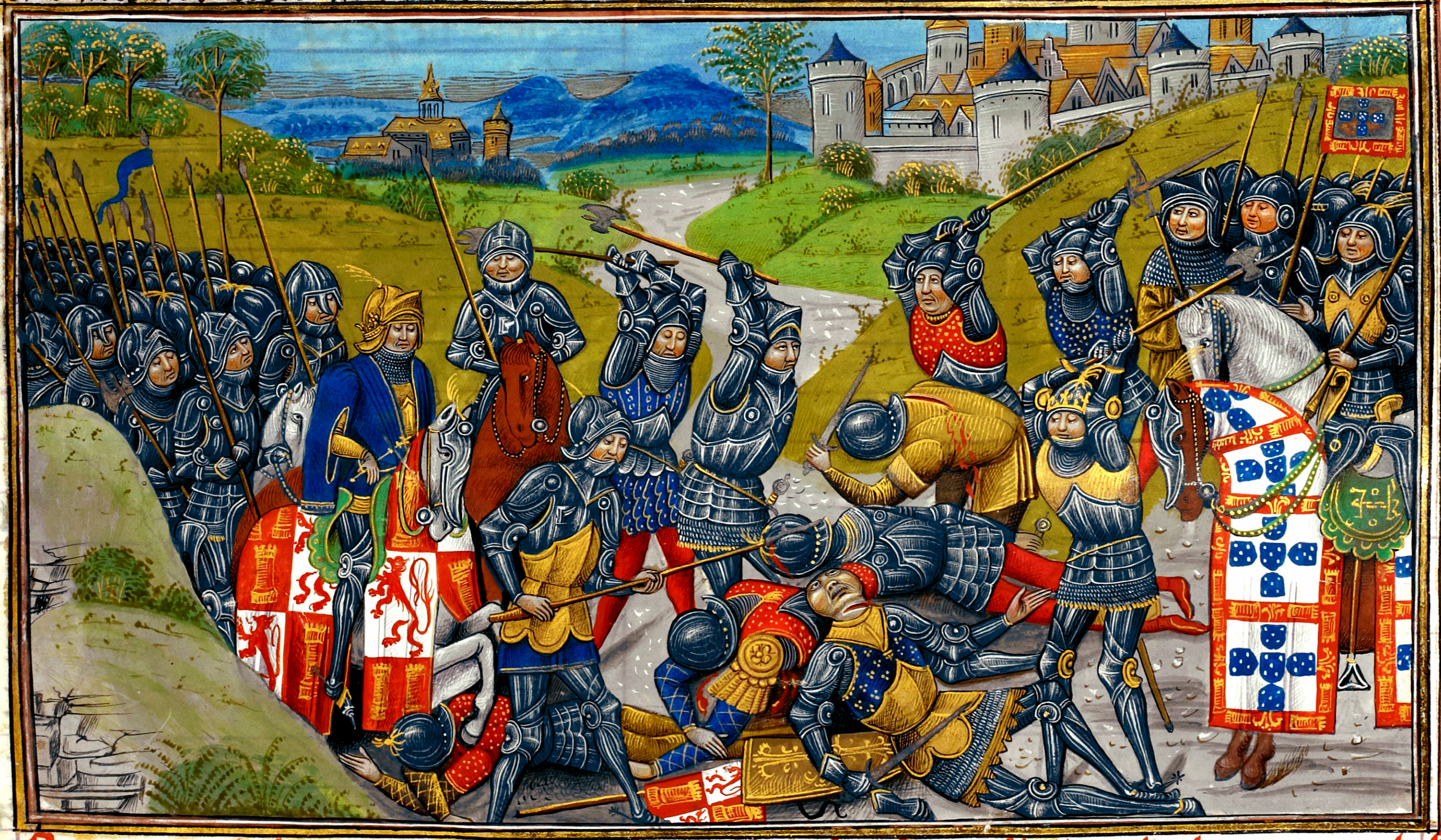
La batalla de Aljubarrota dio pie a la fundación de la Dinastía de Avís.

Enrique de Borgoña fue el fundador de la primera casa real portuguesa, la Casa de Borgoña, que gobernó el país hasta 1383. Fernando I fue el último miembro de esta familia en gobernar Portugal. Los motivos de la caída de esta dinastía fueron las luchas contra los reinos vecinos de León y Castilla y las revueltas en tiempos de Dionisio I.
Terminada la parte portuguesa de la Reconquista en 1249, la independencia estuvo en peligro por la presencia castellana, como resultado de la crisis de 1383-1385 por la sucesión del rey Fernando I. La independencia queda garantizada en la batalla de Aljubarrota con la aniquilación total del ejército castellano y la aclamación popular de Juan I, hermano de Fernando I pero hijo ilegítimo de Pedro I, que representaba el inicio de la segunda dinastía, la de Avís, casa real que gobernaría Portugal hasta la llegada de Felipe I y la independencia con la Dinastía de Braganza. Bajo la dinastía Avís, Portugal realizó grandes avances en la técnica de navegación, y comenzó los descubrimientos en ultramar así como fue creando un Imperio comercial por África, Asia y América EEEH.

## Edad Moderna

### Los Descubrimientos

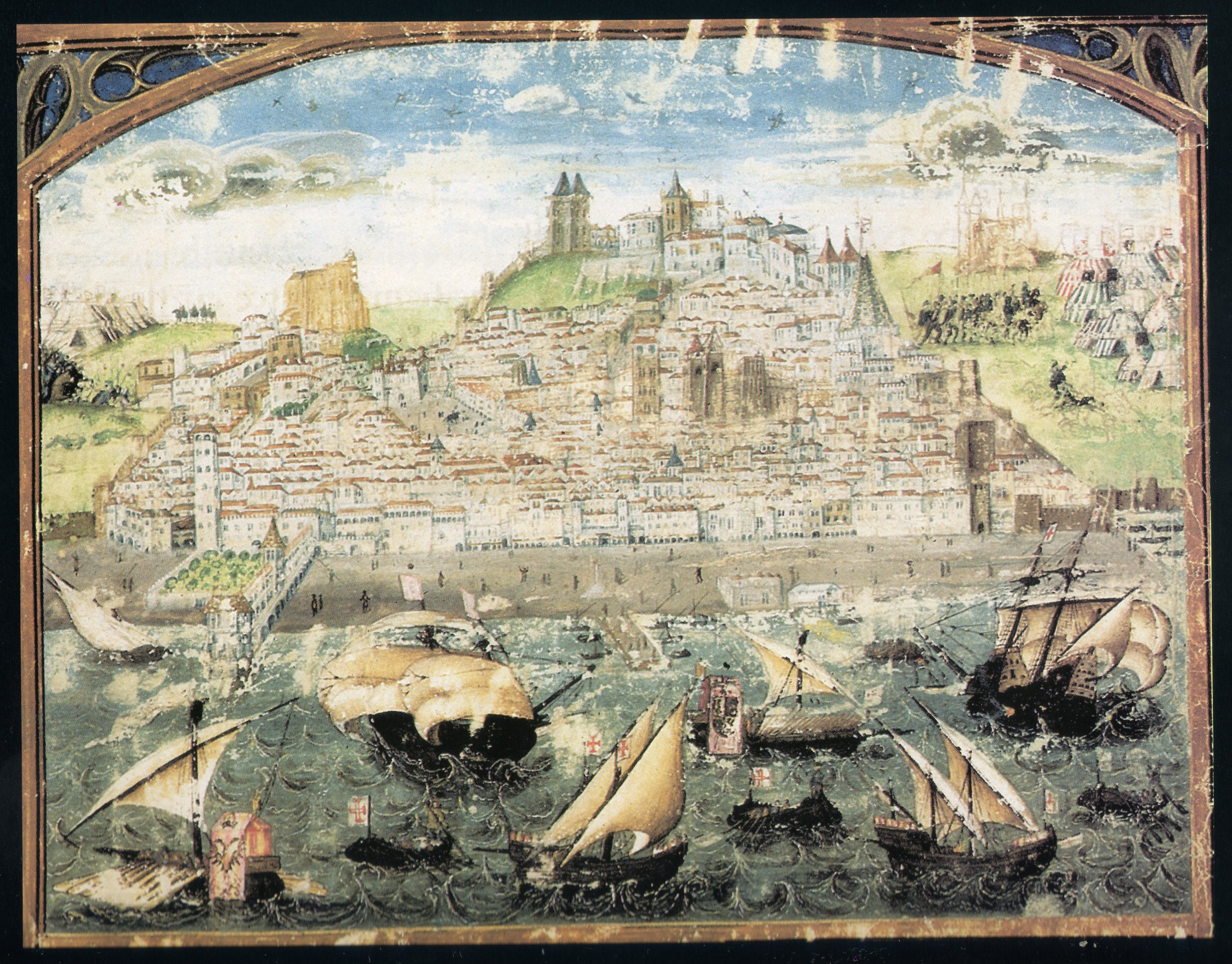
Lisboa a comienzos del siglo xvii

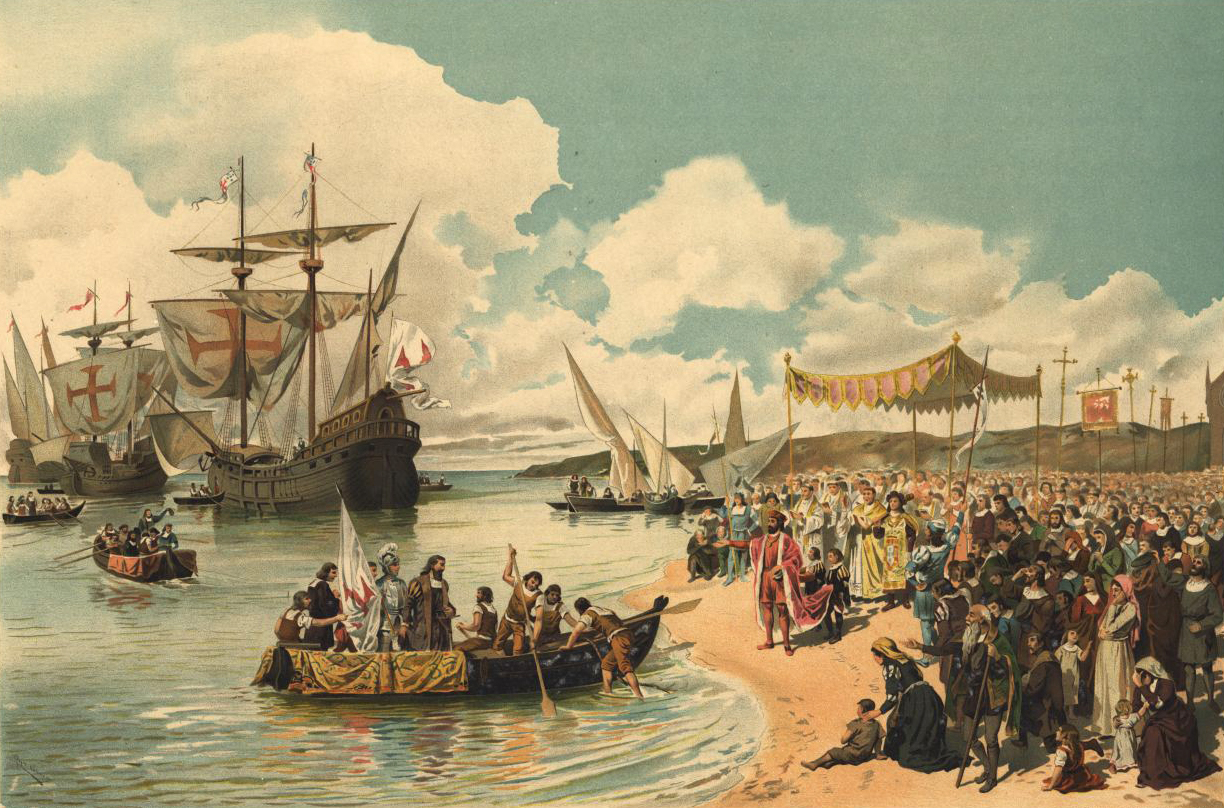
La Salida de Vasco da Gama hacia la India (1497).

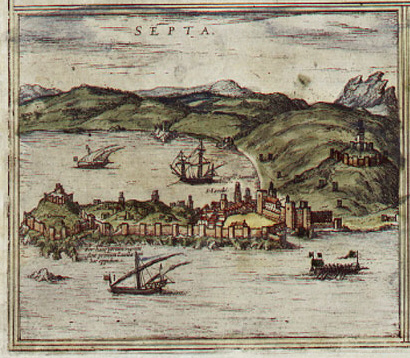
Ceuta en el siglo xvi.

A principios del siglo xv se llevaron a cabo algunas campañas fuera del territorio portugués, que llevaron a la conquista de plazas en África, como Ceuta y Tánger. Debido a la riqueza que supusieron estas nuevas adquisiciones territoriales, los portugueses decidieron continuar con las expediciones de ultramar para descubrir más territorios con los que comerciar. El pretexto inicial fue la evangelización, que enseguida cambiaría por el interés de los descubrimientos y la voluntad aventurera de los portugueses. Portugal decide enviar varias expediciones a lo largo de la Costa Africana, descubriendo Madeira, São Tomé e Príncipe, Cabo Verde, Angola y la Guinea, hasta que Juan II basado en datos que quiso esclarecer, inicia un proyecto destinado a convertir Portugal en una de las potencias internacionales, el descubrimiento de la ruta marítima a la India. El proyecto sale a buen puerto y fue Vasco da Gama, ya en tiempos de Manuel I el que descubre el Océano Índico y expande la presencia portuguesa por toda la costa africana oriental hasta la India.
Mientras tanto, desde Castilla llegaban noticias de que Cristóbal Colón había descubierto tierras hacia el oeste, lo que más tarde sería denominado las Indias Occidentales. En diciembre de 1498, una flota de ocho buques, bajo el mando de Duarte Pacheco Pereira llegó a la costa brasileña y llegó a explorar, la altura de los actuales estados de Pará y Maranhão. La primera llegada de los portugueses al continente sudamericano se mantuvo en estricto secreto[cita requerida], ya que los portugueses trataron de impedir que los españoles tuvieran conocimiento de sus proyectos. Duarte Pacheco Pereira (portugués), llegó a Brasil en 1498, dos años antes de Cabral, en Cabo de Santo Antão en el Nordeste. Vicente Yáñez Pinzón, ha llegado en enero de 1500[cita requerida] a Marajó. El viaje de Pinzón y Lepe (su primo) y la llegada de ambos a Brasil, no aparece[cita requerida] en la mayoría de los trabajos de la historia oficial de Brasil, ya que, por el Tratado de Tordesillas (1494), la tierra explorada pertenecía de facto a Portugal. Con colonias establecidas por varios puntos del mundo, Portugal se convirtió rápidamente en un importante centro comercial, y junto con España, convertirían a la península ibérica en la mayor potencia mundial de la época.

### El Imperio portugués

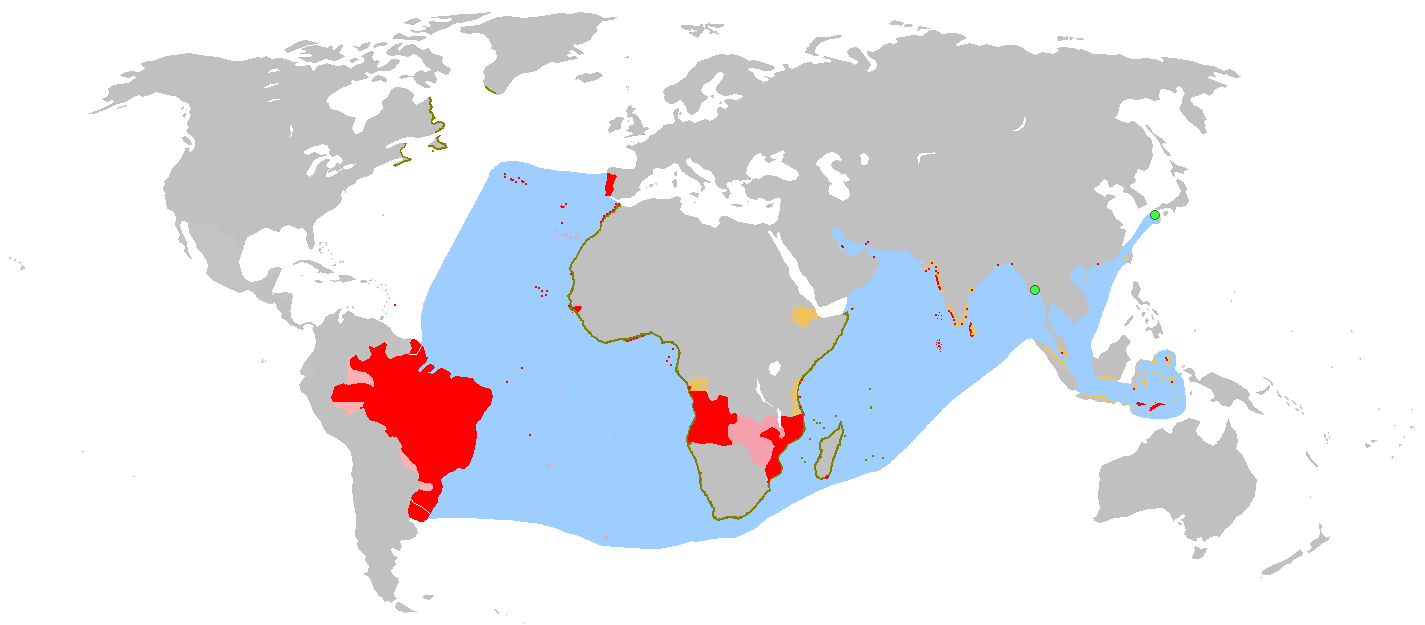
Mapa diacrónico que muestra las áreas que pertenecían al Imperio portugués en algún momento durante 1415 - 1999.

El Imperio portugués fue el primero y más duradero de los imperios coloniales (1415-1999) desde la Era de los Descubrimientos. Tras el descubrimiento de la costa Africana, mientras se avanzaba por tierra hacia el centro del continente, se exploraban rutas alternativas para el comercio de las especias. La intensidad de esta búsqueda, por varias naciones, permitiría establecer colonias por todo el mundo, siendo Portugal una de esas naciones. Desde Brasil a Asia, Portugal expandía su lengua y costumbres, trayendo grandes riquezas a la metrópolis, en muchas ocasiones en perjuicio de las propias colonias. Salvo Brasil, donde emigraron muchos portugueses, la mayor parte de las colonias portuguesas no fueron más que factorías costeras fortificadas que centralizaban el comercio local y lo vinculaban con el transoceánico.

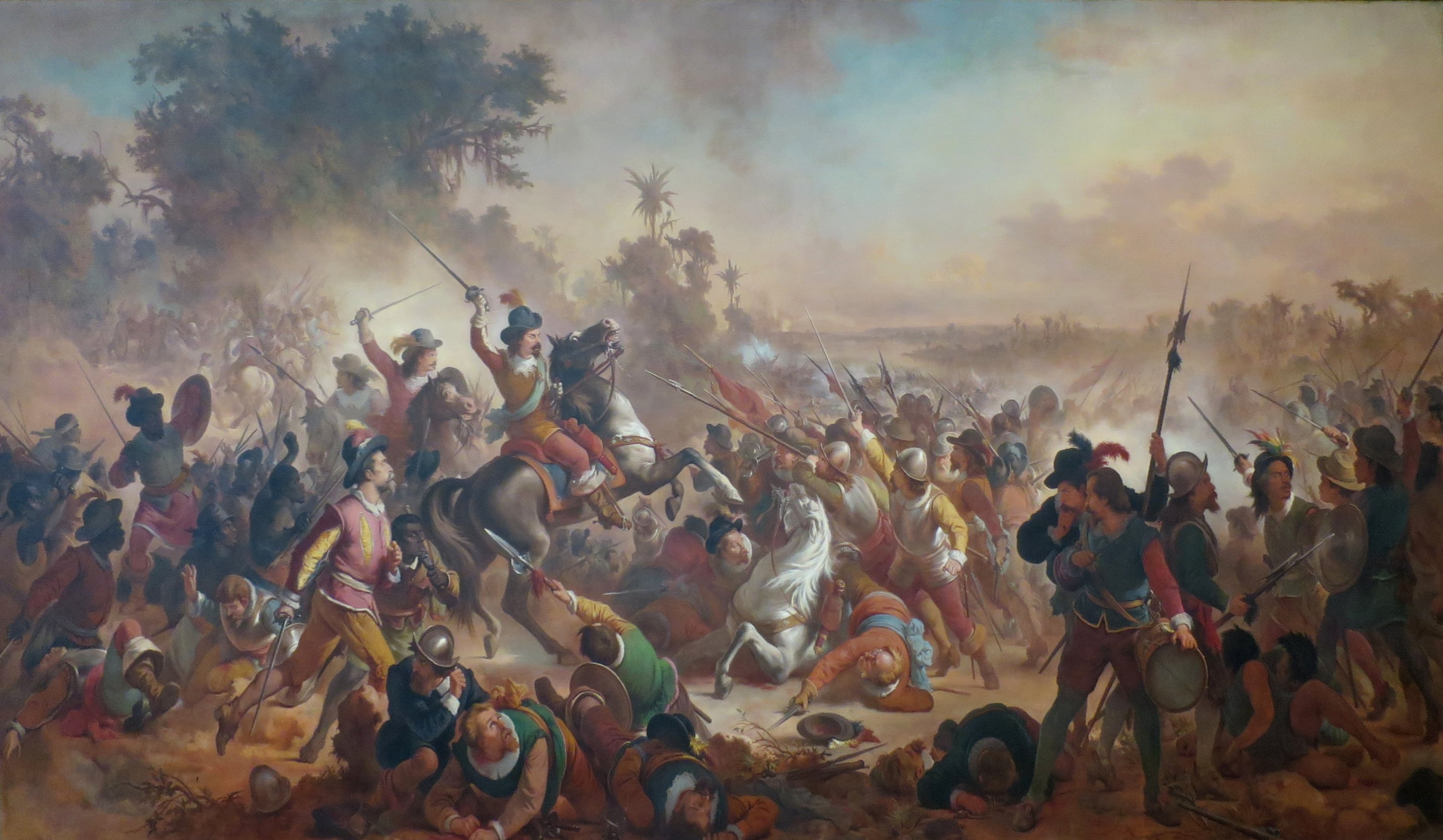
La victoria portuguesa en la batalla de los Guararapes, en 1649, puso término a la presencia neerlandesa en Brasil.

Tras el siglo XVI, Portugal vio perder gradualmente sus riquezas, ya que el formar parte de la Monarquía española de la Casa de Austria desde 1580 hasta 1640, provocó que muchas de las colonias portuguesas fueran atacadas por enemigos de España como Holanda e Inglaterra.
En la metrópolis, la vida era calmada y serena con los dos primeros reyes españoles, ya que mantuvieron el estatus de Portugal, dando a nobles portugueses buenos puestos en la corte española, y manteniendo la independencia, leyes, moneda y gobierno portugués. Se propuso trasladar la capital del Imperio español a Lisboa. Más tarde, Felipe IV de España intentó reducir esa autonomía, y los nobles portugueses temieron perder poder. Aprovechando la circunstancia de la sublevación de Cataluña, el 1 de diciembre de 1640 se proclamó a Juan IV como nuevo rey, desatándose una guerra con España. La guarnición de Ceuta no aceptó al nuevo rey y se mantuvo fiel a Felipe.
En el siglo XVII los portugueses emigraron en gran número a Brasil. En 1709, Juan V prohibió la emigración, ya que el país había perdido una gran porción de su población. Brasil fue convertido en un virreinato y los Amerindios obtuvieron la libertad. En 1807 la Corona portuguesa huyó de Napoleón y se instaló en Brasil, que dejó de ser una colonia para convertirse en reino y cabeza del imperio. Tras la revolución portuguesa de 1820, que reclamaba el regreso del rey a Lisboa, Brasil se independizó. Durante la segunda mitad del siglo XIX Portugal ocupó el territorio africano que rodeaba las fortalezas costeras establecidas desde el siglo XVI, y se constituyeron los gobiernos coloniales de Angola, Mozambique y Guinea-Bisáu. Tras la Segunda Guerra Mundial, cuando comenzó la descolonización, Portugal se resistió a conceder la independencia a sus colonias. En 1961, tras la pérdida de Goa, invadida por la India, aparecieron guerrillas independentistas en Angola y Mozambique, dando inicio a una larga guerra colonial que poco después se extendió a Guinea-Bisáu. El desgaste por la guerra en tres frentes llevó a que una parte del ejército diese un golpe de Estado en 1974 y prometiese la descolonización. Las colonias africanas, junto a Timor Oriental, Santo Tomé y Príncipe y Cabo Verde se independizaron en 1975. La última colonia portuguesa, Macao, dejó de estar bajo los dominios lusos en 1999, cuando se incorporó a China.

### Dinastía filipina
La muerte del rey Sebastián I de Portugal sin herederos, acaecida en la batalla de Alcazarquivir, daría pie a una gran crisis sucesoria, en la que descendientes de la dinastía de Avís lucharían por llegar al trono.
Inmediatamente después de ocurrida la muerte del rey Sebastián, las Cortes portuguesas reconocieron como rey a Enrique el Cardenal, quien había sido regente del rey entre 1557 y 1568. A la muerte de éste, acaecida en 1580, la regencia del reino fue asumida por el Consejo de gobernadores del Reino de Portugal, constituida por cinco gobernadores.
A partir de aquel momento, la Corona portuguesa fue disputada por varios descendientes de la Dinastía de Avís. Así se la disputaron Catalina –hija del infante Eduardo–, su sobrino Ranuccio I Farnesio (duque de Parma), Felipe II de España y Antonio, prior de Crato. Ranuccio era el heredero más apropiado al tratarse de un varón y descender por línea masculina, al igual que Catalina. Felipe II era el pretendiente menos aventajado en cuanto a la genealogía, ya que era nieto de Manuel I por línea femenina, y además era extranjero. En cuanto a Antonio, también era nieto de Manuel I, pero había nacido fuera del matrimonio de su padre, por lo que era considerado ilegítimo.
Antonio, confiando en la hostilidad popular hacia un rey castellano, se presentó como candidato alternativo a Felipe II. Se esforzó por probar el casamiento de sus padres, pero no pudo mostrar ninguna evidencia. Antonio recibió el apoyo popular y el del clero inferior, mientras que Felipe II soborna a las clases altas con oro procedente de las Indias Occidentales; estas clases veían la unión de Portugal con los Reinos españoles, como altamente beneficiosa para sus intereses.
El 24 de julio de 1580, Antonio se autocoronó rey de Portugal en Santarem, con la aclamación popular. Un mes después, el 25 de agosto, las tropas castellanas del duque de Alba lo derrotaron en la batalla de Alcántara, convirtiéndose Felipe II en el nuevo rey de Portugal (con el nombre de Felipe I) el 15 de abril de 1581, según el reconocimiento de las Cortes de Tomar. Antonio huyó a las Azores, desde donde intentó continuar ejerciendo soberanía sobre Portugal hasta 1583, año en que fue expulsado de ellas por las huestes castellanas.
De esta forma, Portugal pasó a formar parte de la Monarquía Hispánica (1580-1640) en una unión dinástica aeque principaliter. Esta unión no supuso ningún cambio significativo, pues los reinos de Felipe II, tenían el mismo monarca, y seguían manteniendo sus ordenamientos jurídicos e instituciones propias. Con esta unión, bajo la figura de Felipe II se mantendría el mayor imperio colonial de la historia, pues a las ya vastas posesiones españolas habría que unir las importantes plazas portuguesas en Brasil, África y Asia.
Los reinados de Felipe I y Felipe II de Portugal fueron relativamente pacíficos principalmente porque hubo poca interferencia castellana en los asuntos de Portugal, que seguía bajo la administración de gobiernos portugueses. A partir de 1630, ya en el reinado de Felipe III de Portugal, la situación tendió a una mayor intervención castellana y a un descontento creciente. Las numerosas guerras en las que España se vio envuelta, por ejemplo contra las Provincias Unidas (Guerra de los Ochenta Años) y contra Inglaterra, habían costado vidas portuguesas y oportunidades comerciales. Dos revueltas portuguesas habidas en 1634 y 1637 no llegaron a tener proporciones peligrosas, pero en 1640 el poder militar español se vio reducido debido a la guerra con Francia y la sublevación de Cataluña.
La gota que colmó el vaso fue la intención del conde-duque de Olivares en 1640 de usar tropas portuguesas contra los catalanes que se habían declarado súbditos del rey de Francia. El cardenal Richelieu, mediante sus agentes en Lisboa, halló un líder en Juan II, duque de Braganza, nieto de Catalina de Portugal. Aprovechándose de la falta de popularidad de la gobernadora Margarita de Saboya, Duquesa de Mantua, y de su secretario de estado Miguel de Vasconcelos, los líderes separatistas portugueses dirigieron una conspiración nacionalista el 1 de diciembre de 1640. Vasconcelos, que sería defenestrado, fue prácticamente la única víctima. El 15 de diciembre de 1640 el duque de Braganza fue aclamado rey como Juan IV, pero se negó a ser coronado, consagrando la Corona portuguesa a la Virgen María. Debido a estos sucesos, estalla a Guerra de Restauración, para lograr la Independencia, conflicto que se mantendría hasta la firma del Tratado de Lisboa en 1668, por el cual España reconoce la soberanía de Portugal y Portugal cede, a petición de los habitantes, la plaza de Ceuta a España.
Tras 1640, la Corona portuguesa creó un Consejo de Ultramar, encargado de la nueva política colonial. Con el objetivo de superar la situación económica a la que se enfrentaba la metrópolis. En este contexto, Brasil, como la mayor y más rica colonia, se vio sumido en una serie de reformas administrativas y económicas, buscándose el descubrimiento de oro y piedras preciosas. Además se intentó reducir el poder de las Cámaras Municipales (Ayuntamientos) para dar mayor poder al Estado.

### Independencia

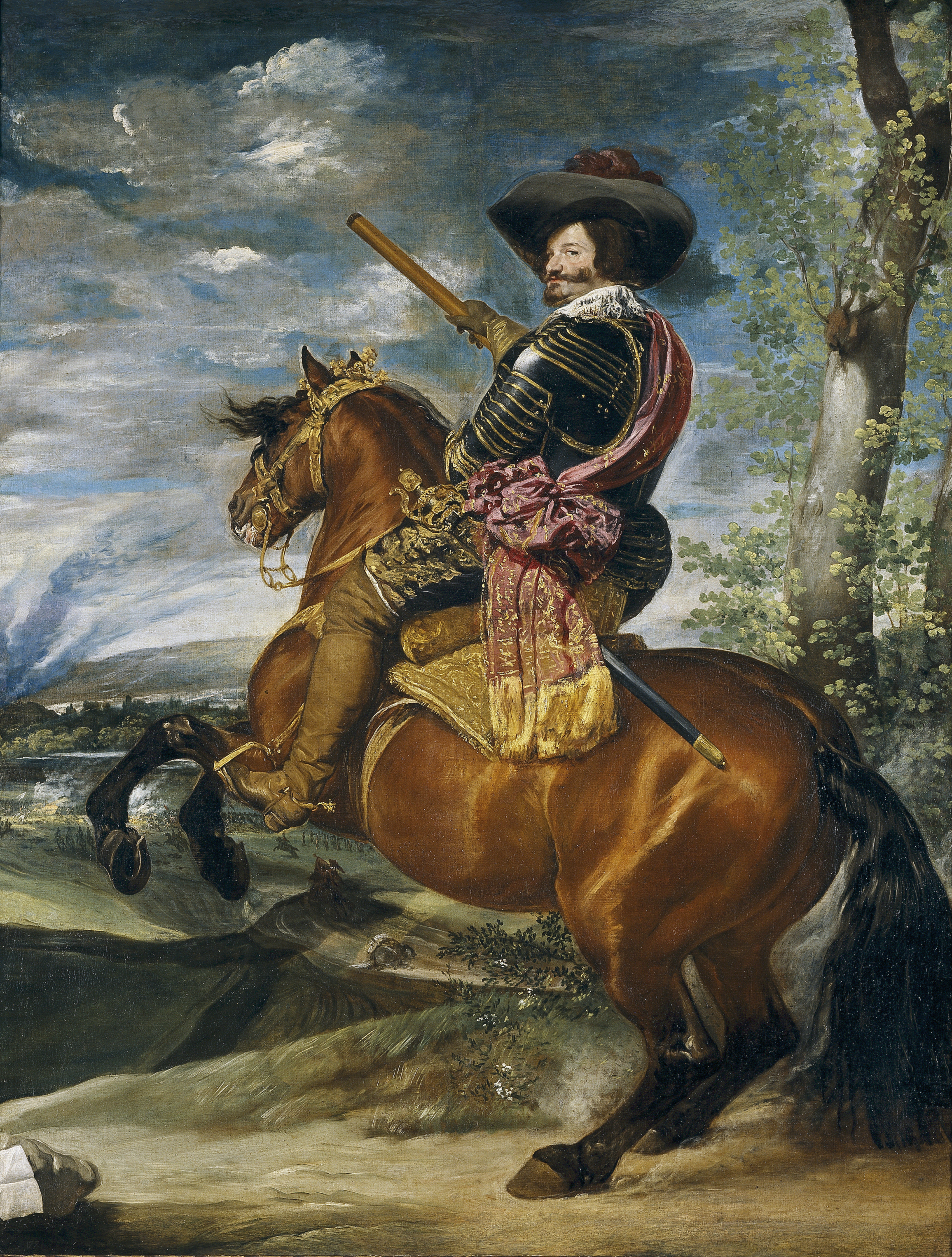
El conde-duque de Olivares a caballo, retrato de Diego Velázquez, 1634, Museo del Prado, Madrid.

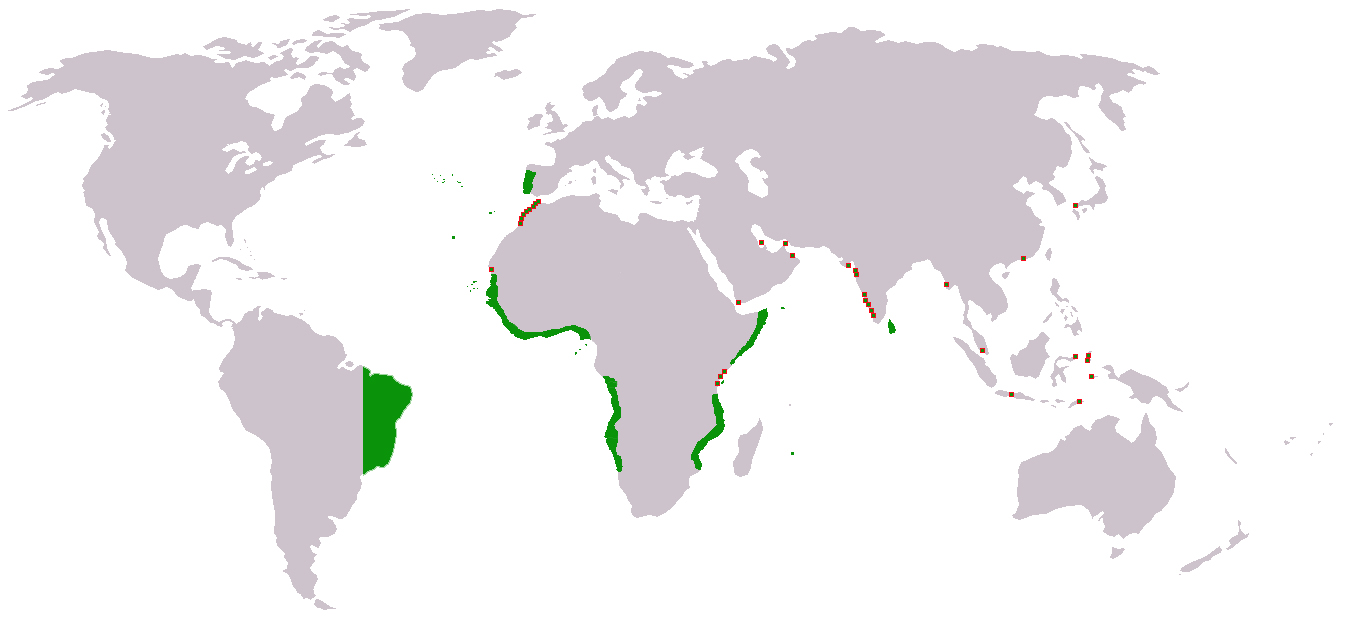
El Imperio Portugués durante el reinado de Juan III.

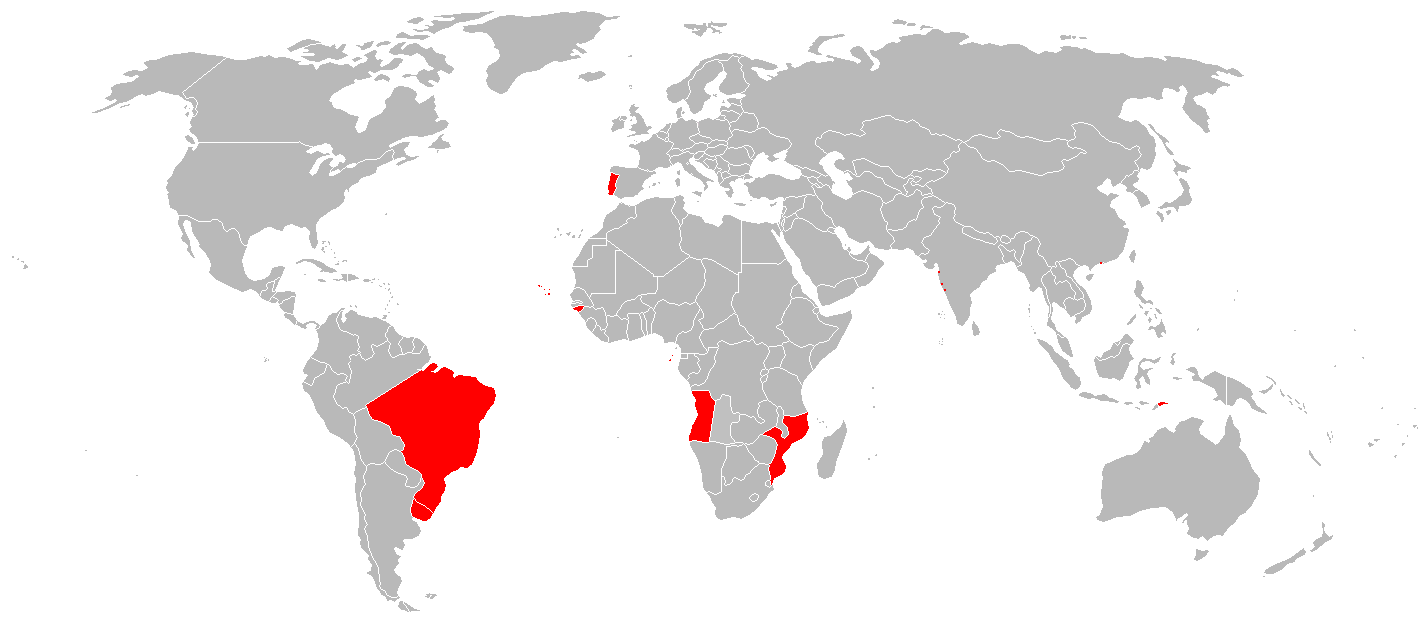
Extensión máxima del Imperio Portugués en el.

Entre 1634 y 1637 se producen levantamientos en Évora. En 1640 hubo una revuelta en Cataluña y el conde-duque de Olivares, el todopoderoso primer ministro de Felipe III (Felipe IV de España), planeó enviar tropas portuguesas para terminar con el levantamiento. Francia, el gran enemigo de los Austrias, vio una oportunidad para debilitar a España. El cardenal Richelieu apoyó a los portugueses y al duque de Braganza para que se levantaran contra los españoles. Las debilitadas fuerzas españolas fueron aplastadas en un golpe de mano por las fuerzas portuguesas sublevadas y la condesa gobernadora y virreina Margarita de Saboya, la representante del rey de España en Lisboa fue derrocada, proclamándose a Juan IV como rey.
Hubo un levantamiento del arzobispo de Braga y de algunos nobles que solicitaban que el nuevo rey renunciara y devolviera la corona al rey de España. Estos nobles y eclesiásticos fueron sometidos a tormento y juzgados sin ningún tipo de piedad por el nuevo monarca. Con Juan IV, la Dinastía de Braganza accedió al trono portugués siendo la penúltima dinastía en reinar en el país.
España reaccionó años más tarde a los sucesos de Portugal. La razón fue que España se encontraba inmersa en la Guerra de los treinta años en Alemania y simultáneamente en la guerra con Francia, además de la sublevación de Cataluña, Nápoles y Sicilia, y una conspiración en Andalucía, por lo que sus ejércitos no se encontraban disponibles; fue un delicadísimo momento conocido como crisis de 1640. En 1644 hay una pequeña lucha en Montijo. Portugal había renovado su alianza con Inglaterra, siendo las figuras clave del nuevo pacto Carlos I, Oliver Cromwell y Carlos II el marido de Catalina de Braganza. Portugal entregó Tánger y Bombay a Inglaterra. Juan IV intentó con éxito reconquistar territorios pertenecientes al Imperio portugués. Pese a que Ceilán y Malaca habían sido conquistados por los Países Bajos, logró echar a los holandeses de Luanda y Santo Tomé y Príncipe y los logró expulsar de Brasil. Debido a la pérdida de las colonias orientales, el oro, azúcar y diamantes del Brasil se convirtieron en la principal fuente de ingresos del país. Debido a la confrontación con España, el rey de Portugal reforzó la administración del Estado. De esta forma habría un consejo de guerra permanente así como un consejo de vigilancia de las fronteras. Con ayuda de la Compañía General de Comercio de Brasil, en 1649 se aseguró el paso marítimo desde la metrópolis a su principal colonia. Bajo el reinado de Juan IV, Portugal volvió a ser una potencia mundial y un país respetado en Europa.
En 1656 murió Juan IV. Su hijo mayor, Alfonso VI ascendió al trono. Cuando murió su padre, el príncipe contaba con solo trece años de edad, así que su madre Luisa de Guzmán tuvo que ejercer la regencia. En 1662 comenzó a gobernar formalmente el nuevo monarca. En 1659 habiendo terminado la guerra con Francia, España decide atacar a Portugal para devolver el trono a los Austrias (Guerra de Restauración portuguesa). Los españoles ocuparon Evora. Tropas portuguesas atacaron a las tropas españolas. En 1665 murió Felipe IV de España, el último monarca de la Casa de Austria que había poseído el título de rey de Portugal. Los españoles, con las fuerzas militares debilitadas, se vieron obligados a firmar la Paz de Lisboa, por la cual se reconocía la independencia de Portugal. Ceuta se mantuvo del lado español. Esta victoria sobre España le dio al rey el sobrenombre de el Victorioso.
Alfonso VI perdió cada vez más influencia sobre su hermano menor, el infante Pedro II. Esto provocó que Pedro se levantara contra su hermano. En el pueblo y las cortes también compartían la opinión de que el rey, debido a sus minusvalías, no podía seguir gobernando el país.
En 1667 Pedro obligó al rey, con el Consejo de la corona, a firmar un documento en el que se aseguraba el gobierno. Las cortes abjuraron del rey en 1668 y aclamaron a Pedro como regente. La honra del rey estaba perdida y la reina contrajo matrimonio con el príncipe Regente. Alfonso VI vivió hasta su muerte en 1683 como preso en Sintra y en las Azores. Tras su muerte, el príncipe regente, adquirió el Título de Pedro II de Portugal.

### Absolutismo

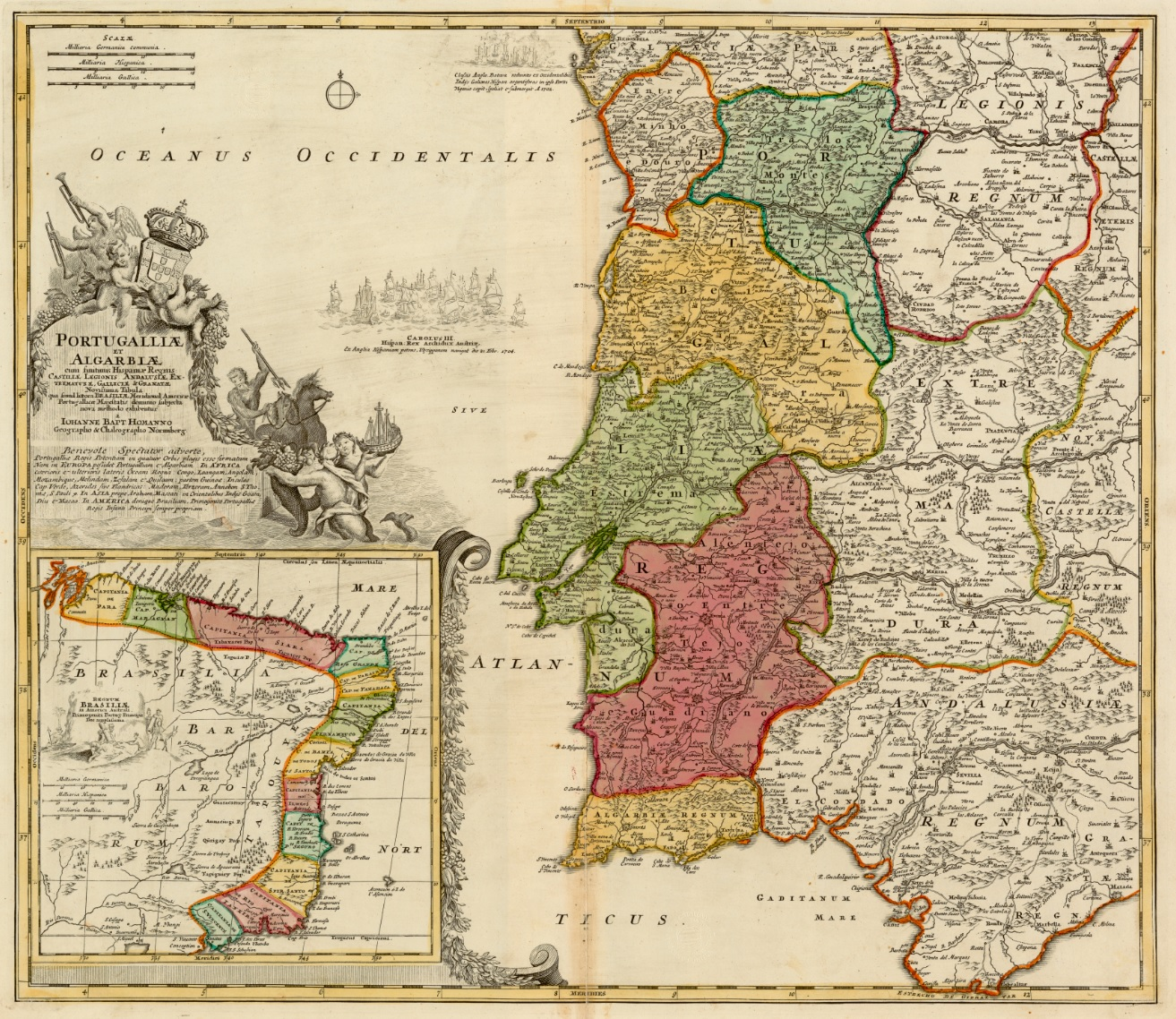
Mapa de 1710 que muestra las divisiones administrativas internas de los reinos de Portugal, Algarve y Brasil, dependientes de la monarquía portuguesa

El final del siglo XVII y la primera mitad del siglo XVIII estará marcado por el florecimiento de la explotación minera de Brasil, donde se descubrirá oro y piedras preciosas. El rey Don João V llegará a ser uno de los monarcas más opulentos de Europa.
Durante el reinado de su sucesor Don José I, se produce el Terremoto de Lisboa, el 1 de noviembre de 1755, que destruyó la práctica totalidad de la ciudad y que supuso un golpe en la esencia del imperio. Su rápida reconstrucción bajo la dirección del marqués de Pombal abrió un período de modernización y europeización con profundas reformas en la administración, la economía y la educación, en vías de una monarquía absoluta frente a la importancia de los nobles.

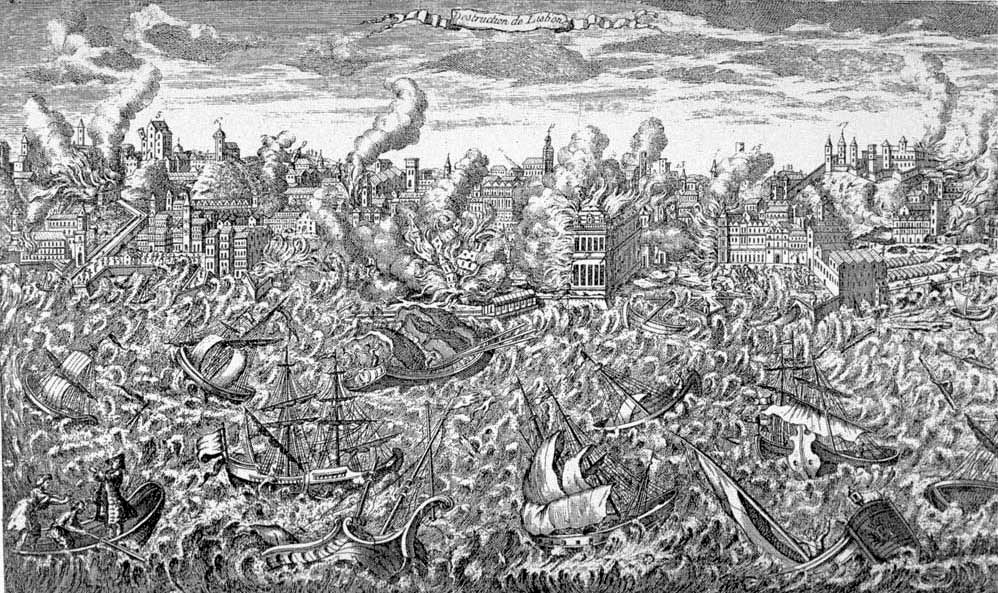
Grabado mostrando la devastación provocada por el terremoto de 1755 en Lisboa.

El intento de asesinato del rey fue aprovechado por el marqués de Pombal para iniciar una campaña de castigo contra las familias reticentes a sus propuestas de cambio y contra la Compañía de Jesús que sería expulsada de Portugal con la aquiescencia de la Santa Sede.
En 1779 muere el rey, llegando al trono María I de Portugal y su marido Pedro III quienes destituyen y obligan al marqués de Pombal a refugiarse en sus propiedades fuera de la capital.
El imperio decae poco a poco a pesar de que Portugal entra a formar parte del Bloqueo Continental junto a Inglaterra. El declive seguirá durante las guerras Napoleónicas, la ocupación de la península ibérica, la huida de la familia real a Río de Janeiro, y la pérdida de su colonia brasileña en 1822.

## Edad Contemporánea

### Crisis delsigloXIX
En 1807 Portugal rechazó la demanda de Napoleón Bonaparte para acceder al Bloqueo Continental, el cual consistía en un embargo comercial al Reino Unido. Esto provocó que las tropas francesas invadieran el país comandadas por Junot y la capital fue tomada el 1 de diciembre de 1807. La intervención de las tropas británicas en la Guerra de la Independencia devolvió la independencia al país. Las últimas tropas francesas fueron expulsadas en 1812. La guerra le costó a Portugal la pérdida de la provincia de Olivenza que, tras la guerra de las Naranjas, había pasado a pertenecer a España. La huida de la familia real durante la guerra produjo que Río de Janeiro pasara a ser la capital de Portugal entre 1808 y 1821. En 1820 vio la luz una constitución debido a las insurrecciones de Oporto (el 24 de agosto) y Lisboa (el 15 de septiembre). Cuando Brasil accedió a la independencia en 1822, Lisboa recuperó su estatus de capital.
La muerte de Juan VI en 1826 llevó a una crisis sucesoria. Su hijo mayor, Pedro I de Brasil se convirtió en Pedro IV de Portugal pero ni los portugueses ni los brasileños querían una monarquía unificada; consecuentemente, Pedro abdicó su corona portuguesa en su hija María da Glória, con la condición de que cuando tuviera edad suficiente se casara con su hermano Miguel. El descontento por las reformas constitucionales de Pedro, llevó a que la nobleza territorial y la Iglesia proclamaran como rey a Miguel en 1828. Esto provocó las Guerras Liberales en las cuales Pedro, con ayuda inglesa, forzó a Miguel a abdicar y marchar al exilio en 1834, colocando a su hija en el trono como María II.

#### Guerra Peninsular

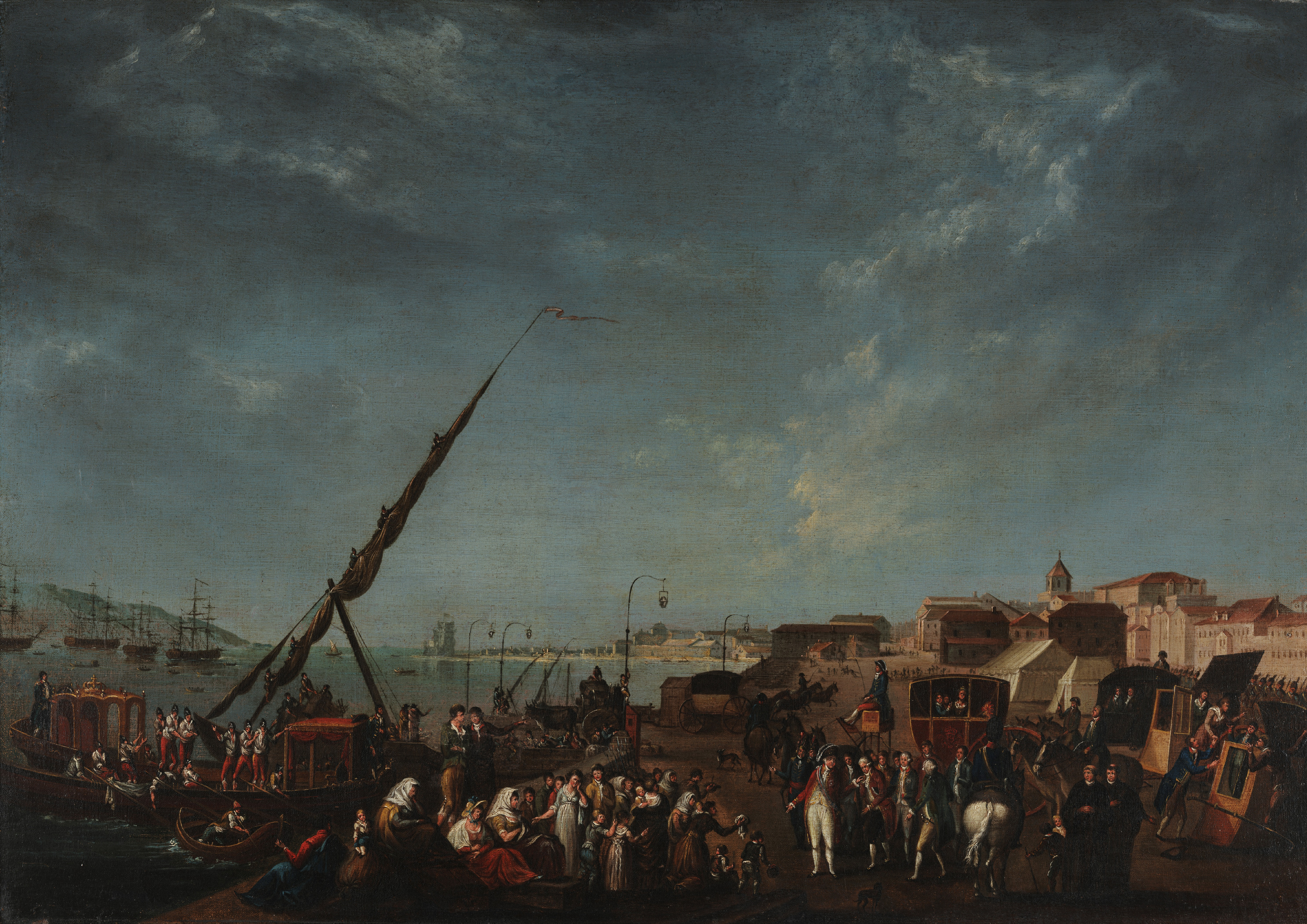
Huida del príncipe regente y del resto de la familia real portuguesa a Brasil.

Con el ascenso del autocoronado emperador Napoleón Bonaparte comienza una estrategia militar francesa por toda Europa para garantizar la hegemonía francesa y terminar con Gran Bretaña como principal potencia económica y militar de la época. Napoleón requirió a los Estados europeos que se unieran al Bloqueo Continental. Aquellos que se negaron a formar parte de él serían invadidos por los ejércitos imperiales franceses. Portugal, debido a la alianza que mantenía con Inglaterra desde la Edad Media se negó a formar parte. De esta forma, Napoleón, que previamente había pactado la ayuda militar de España a través del tratado de Madrid de 1801, invadió Portugal durante la guerra de las Naranjas; en 1807, por medio del tratado de Fontainebleau las tropas franco-españolas ocuparon nuevamente territorio portugués, obligando a la casa real portuguesa a huir a Brasil. La ayuda de los ingleses fue crucial para lograr expulsar a los invasores. Las luchas no sólo se desarrollaron en Europa sino también en América del Sur, donde Portugal conquistó la Guayana Francesa.

#### Revolución Liberal de 1820
A principios del siglo XIX Portugal vivía una crisis motivada por la huida de la familia real a Brasil, por las consecuencias desastrosas de las invasiones napoleónicas, por el dominio de los ingleses y por la apertura de los puertos brasileños al comercio mundial, lo que había provocado la ruina de muchos comerciantes portugueses. Al mismo tiempo, la ideología liberal se iba implantando en pequeños grupos de burgueses.

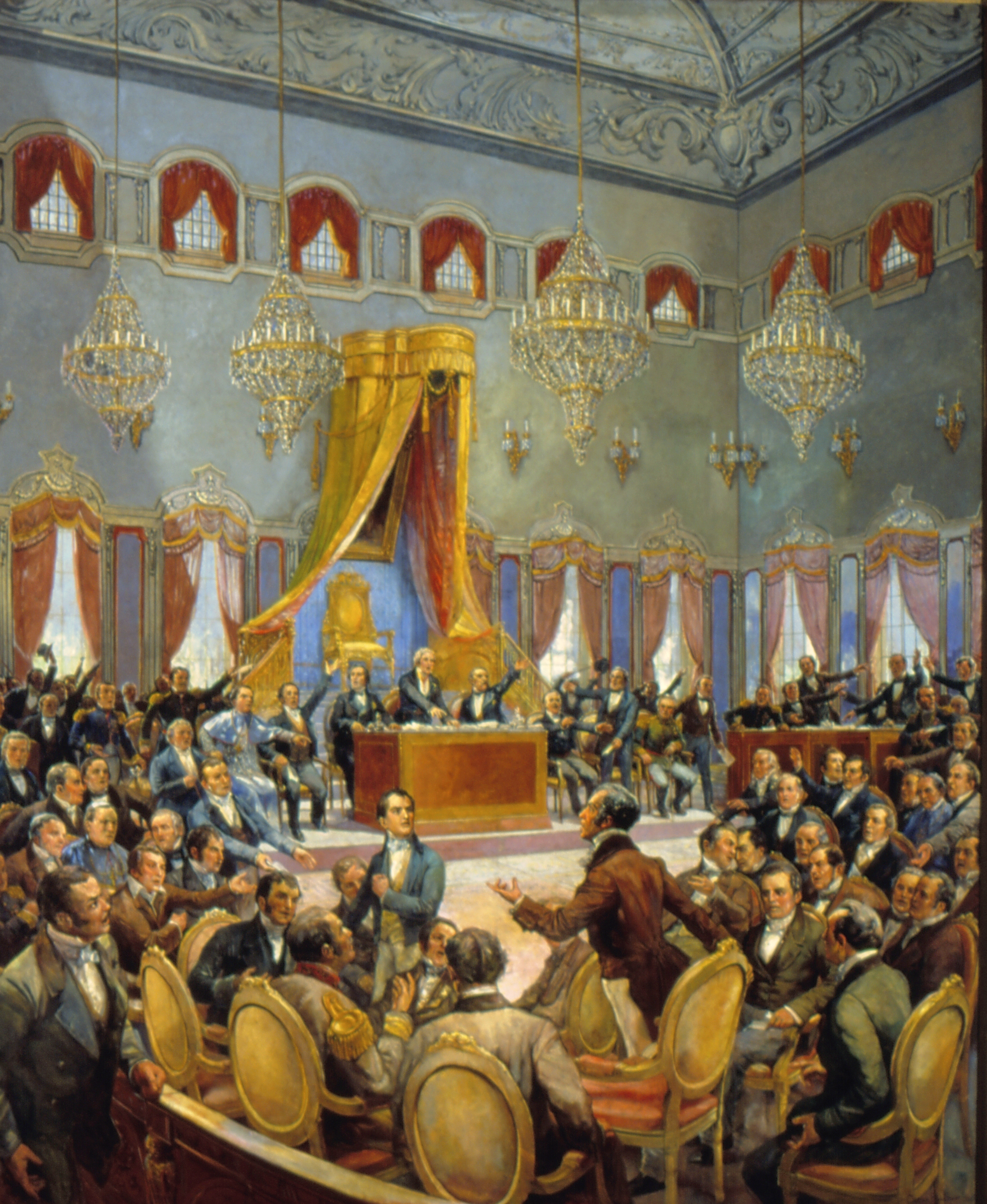
Las cortes generales y extraordinarias que aprobaron la primera Constitución portuguesa

El 24 de agosto de 1820 estalló en Oporto una revolución cuyo objetivo inmediato era convocar cortes que dotasen al país de una Constitución.
Esta revolución no encontró oposición. La ciudad de Lisboa también se sumó al movimiento, creándose una Junta Provisional cuyo objetivo era organizar unas elecciones para elegir a las cortes. Los diputados electos, oriundos de todos los territorios controlados por Portugal (Brasil, Madeira, Azores y las posesiones en África y Asia) formaron las primeras cortes constituyentes del país.
El rey Juan VI fue requerido para que regresase a Portugal. Antes de volver, nombraría a su hijo, Pedro, regente de Brasil, lo que desagradó a las cortes, que entendían que la soberanía sólo podía residir en el Portugal continental. Las cortes ordenaron también que Pedro abandonase Brasil y regresase a Europa para recibir formación. Estas actitudes generaron el descontento de 65 diputados brasileños, que abandonarían las cortes para regresar a Brasil. El 7 de septiembre de 1822, Pedro recibe otro mensaje de las cortes que rompe delante de sus compañeros exclamando: "¡Independência o muerte!". Este acto, conocido como el Grito de Ipiranga marcaría la fecha de la independencia de Brasil.
En el mismo año, las cortes aprobaron la Constitución. Inspirada en la Constitución Francesa de 1791, consagraba la división de poderes (legislativo, ejecutivo y judicial), limitaba el poder del rey a una mera función simbólica, dando al gobierno todo el poder así como a las cortes, un parlamento unicameral elegido por sufragio indirecto y censitario, la potestad legislativa.

#### Guerras liberales

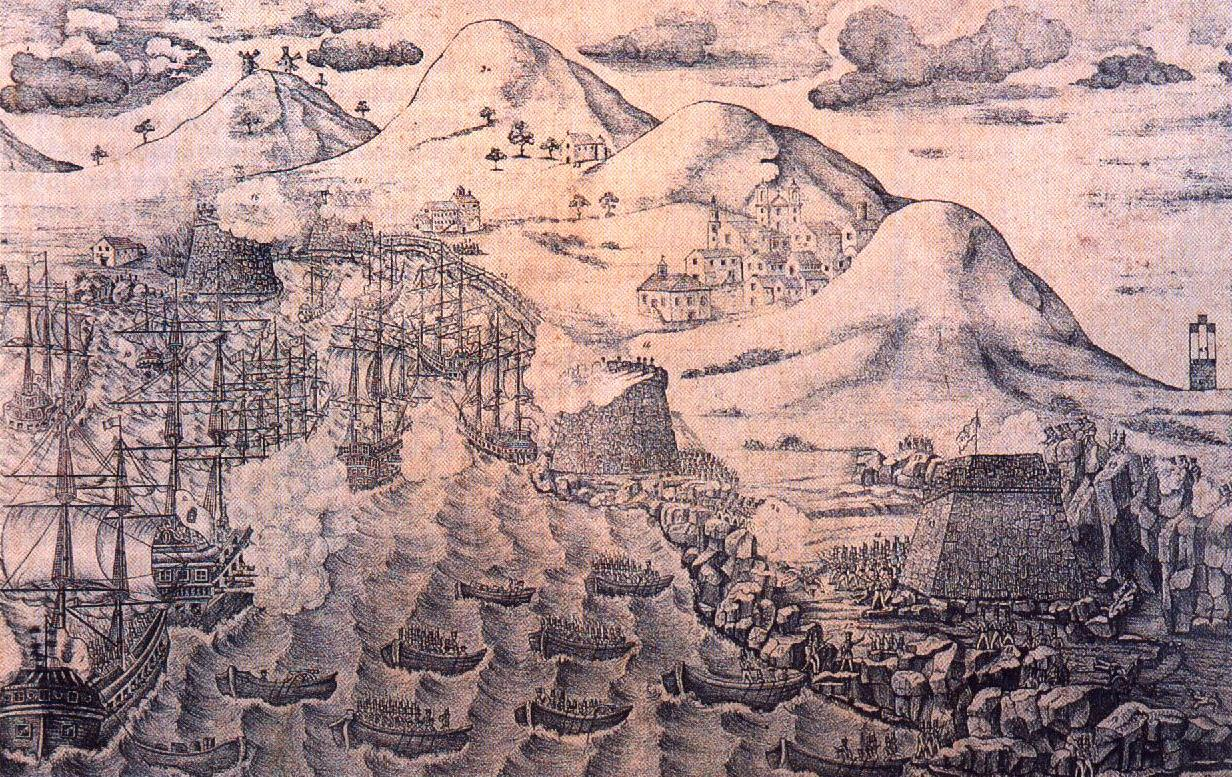
Batalla de la playa de la Victoria en las Azores en 1829, parte de las guerras liberales.

Con la muerte de Juan VI se generó un problema de sucesión. A Pedro IV se le forzó, para mantener el trono brasileño, a abdicar el trono portugués en su hija María II, que accedía a él por legitimidad. Mientras tanto, el hermano de Pedro IV, Miguel I que se encontraba en el exilio en Austria por haberse levantado contra su padre en dos ocasiones, fue nombrado regente del reino y se preparó la boda con su sobrina María II. En el intento de imponer su régimen absolutista frente al régimen constitucional de María II, se iniciaron seis años de conflictos armados con la intervención de otras potencias europeas. Para resolver la situación, Pedro abdica el trono brasileño en su hijo Pedro II de Brasil y se impone por la fuerza. Las derrotas sucesivas de Miguel le forzarían a desistir en su empeño, firmando el Compromiso de Evoramonte y permitiendo la restauración de la Constitución portuguesa de 1826 y la vuelta al trono de María II.

#### Liberalismo
Tras la derrota de los absolutistas, la política portuguesa del siglo XIX estuvo marcada por las ideas liberales, aunque tampoco se logró la tranquilidad deseada. Los liberales eran un grupo heterogéneo que se había unido para luchar contra los absolutistas pero que en común poseían muchas discrepancias. Por este motivo se dividieron en primer lugar entre los moderados y los progresistas. El primer punto de desencuentro fue la nueva constitución política del país. Mientras que los progresistas, denominados septembristas, querían volver a implantar la Constitución de 1821, los moderados, denominados cartistas, querían imponer la Constitución de 1826. La reina María II, que era favorable a los Cartistas, entregó el poder a Costa Cabral, nombrándolo ministro de justicia. Costa Cabral gobernó el país de forma dictatorial, provocando el descontento de la población, por lo que se desarrolló una guerra civil. La reina tuvo que destituirlo y llamar al gobierno al partido progresista.

### Casa Sajonia-Coburgo-Gotha, los últimos reyes portugueses

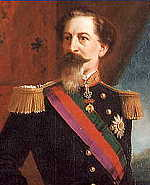
Fernando II, de la familia noble alemana Sajonia-Coburgo-Gotha.

En 1853 murió María II dando a luz a su undécimo hijo con treinta y cuatro años. Con el reinado de María II terminó en Portugal la Casa de Braganza. La reina se había casado en 1836 con Fernando II de la Casa Sajonia-Coburgo-Gotha. A través de ese matrimonio, la casa alemana pasó a reinar en Portugal.
El sucesor de María II sería su hijo Pedro V, que cuando murió su madre aún era menor de edad, así que su padre Fernando II tuvo que asumir la regencia. En 1855 llegó a la mayoría de edad y tomó las riendas del reino. Se inició un largo período de estabilidad, en el que Portugal era un modelo de monarquía constitucional, en la que se respetaban los derechos individuales y había una amplia libertad de prensa.
Los partidos liberales habían llegado a un consenso sobre la bondad del fomento material, el desarrollo de los ferrocarriles, el comercio y la industria, y dejaron de lado los disensos constitucionales de las décadas de 1830 y 1840. Sin embargo, pese a la paz social, la industrialización y la modernización de la agricultura, así como la alfabetización de la población, fueron más lentos en Portugal que en cualquier otro país de la Europa occidental.
Tras una crisis política entre 1868 y 1872, coincidiendo con el sexenio democrático español, el sistema político recuperó la estabilidad. Y se esbozó el modelo político del turnismo de partidos, llamado rotativismo, en el cual, los dos principales partidos políticos, el Partido Regenerador (conservador) y el Partido Histórico (progresista) se alternaban en el poder. En la década de 1880 se produjo una ampliación del sufragio a todos los cabezas de familia, aproximándolo mucho al sufragio universal masculino. Sin embargo, la mayor parte de la población, rural y analfabeta, vivía ajena de la vida política y eso permitía un control caciquil del sistema político.
En 1890 se produjo una crisis colonial en África, a la que siguió una serie de campañas militares para la ocupación efectiva del territorio que Portugal reclamaba colonias suyas. Esas campañas crearon un nuevo cuerpo de oficiales africanistas y antiliberales que posteriormente serían muy importantes en la historia portuguesa. Mientras tanto, los movimientos republicanos iban ganando adeptos en el país. En 1908 el rey Carlos I y su príncipe heredero fueron asesinados a tiros por revolucionarios en la Praça do Comércio de Lisboa. El nuevo rey, Manuel II culpó de los sucesos a João Franco primer ministro de su padre que había gobernado de forma dictatorial durante los últimos años. João Franco fue destituido pero era tarde, los caldos revolucionarios habían tomado la sociedad portuguesa y el nuevo rey no pudo mejorar la imagen de la monarquía ni frenar el empuje del movimiento republicano dando inicio a la definitiva revolución. En 1910 se proclamó la república, marchando el monarca al exilio en Reino Unido.

### Primera República

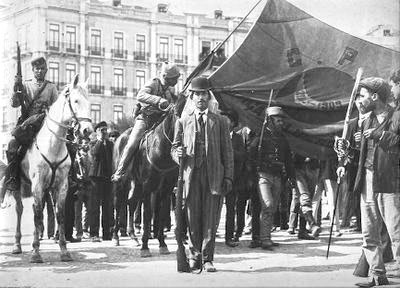
Marcha con la bandera de la Carbonaria en la plaza Marquês de Pombal el 5 de octubre de 1910.

Tras una revolución en Lisboa, a la Monarquía la sucedió una República parlamentaria, que duró de 1910 a 1926. Los republicanos eran una minoría urbana en un país rural, y restringieron el derecho de voto a los varones alfabetizados. Fue un periodo de gran inestabilidad política. En los dieciséis años de duración, se sucedieron nueve presidentes y 45 gobiernos. El parlamento era el centro del sistema político y elegía al presidente de la república, que tenía poco poder para arbitrar entre las distintas facciones. El sistema de partidos estaba fragmentado y se sucedían gobiernos sin mayoría parlamentaria suficiente. Una facción del Partido Republicano Portugués, los "Democráticos" de Afonso Costa, se convirtió en el centro del sistema político y controlaba la administración y, por medio del caciquismo, las elecciones. El resto de facciones republicanas recurrieron la insurrección para llegar al poder, al igual que los monárquicos. Hubo numerosas conspiraciones y golpes de estado. El régimen era débil y las políticas laicas y de control de la Iglesia Católica lo enfrentaron a ésta y a la población rural.
Portugal participó en la Primera Guerra Mundial (1914-1918) y la movilización militar y el colapso del comercio marítimo causaron numerosos problemas sociales, como la inflación y el desabastecimiento. El movimiento obrero, en el que primaba la organización de los anarco-sindicalistas, tampoco se sentía representado por la República y fue muy combativo, con numerosas huelgas contra la carestía en las que se usaba la violencia política. El golpe de Estado de Sidónio Pais en 1917 pretendió crear una república presidencialista e integrar en el régimen a monárquicos y católicos, pero tras su asesinato un año más tarde y una pequeña guerra civil en enero-febrero de 1919, entre Monarquía y República, se restauró la constitución de 1911. El sistema pervivió durante ocho años más, pero enfrentado a numerosos problemas sociales, golpes e insurrecciones, hasta que venció el golpe militar de 1926 que impuso una dictadura.

### Estado Novo
El golpe de Estado militar de 1926 puso fin a la Primera República Portuguesa y dio inicio a una dictadura militar presidida por el general Carmona. A mediados de 1928 la situación financiera del país se convirtió en la principal preocupación del gobierno. Ese año Carmona nombró ministro de finanzas a António de Oliveira Salazar, un profesor de economía que militaba en un partido católico. Salazar fue ganando peso en el seno del gobierno y fue nombrado primer ministro en 1932. A partir de entonces lideró la institucionalización civil de régimen, el Estado Novo, que también sería conocido como salazarismo.

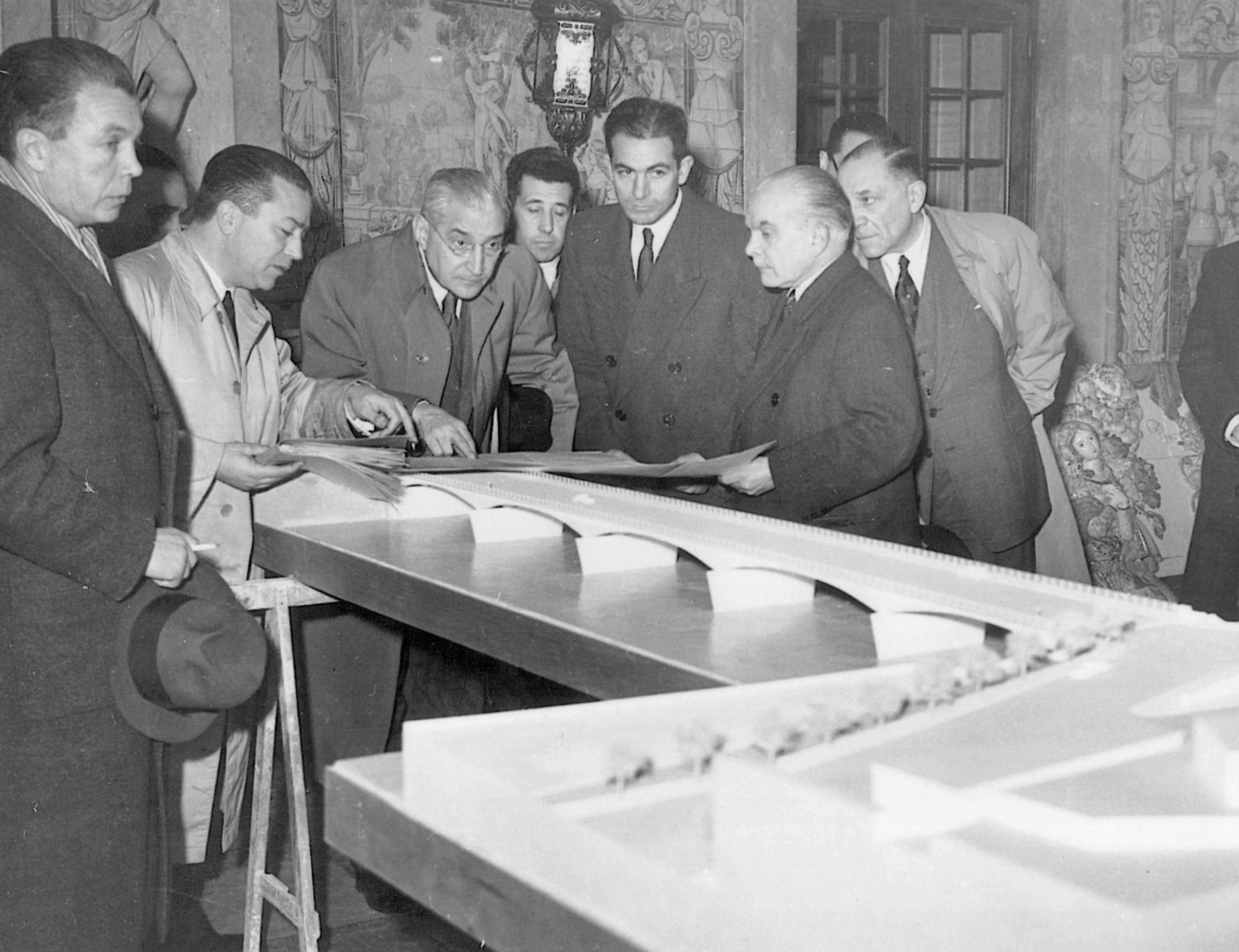
Salazar contemplando una maqueta del puente de Santa Clara de Edgar Cardoso en Coímbra.

Su pensamiento político estaba en contra del Comunismo y de las tradiciones de liberalismo político y económico. Era profundamente conservador y nacionalista, siendo su principal objetivo el medio rural, que era el que consideraba ideal.
En 1932 Salazar abandona el cargo de ministro de Finanzas y se convierte en presidente del Consejo de Ministros. A partir de este momento se empiezan a formar las estructuras del nuevo régimen político, caracterizado por la existencia de un solo partido (la Unión Nacional), por un sistema económico intervencionista y por el antiparlamentarismo. La calificación del régimen salazarista como fascista no es unánime en la historiografía, utilizándose más frecuentemente el término de régimen autoritario o el de fascismo clerical, pero es clara su similitud con otros ejemplos contemporáneos, la Italia de Mussolini y las dictaduras españolas de Miguel Primo de Rivera y de Francisco Franco, al que apoyó en la guerra civil española (1936-1939) y con el que mantuvo una relación especial, no exenta de recelos (el Pacto Ibérico). Sin embargo, al mantener su alianza tradicional con Inglaterra, hizo que Portugal mantuviera una neutralidad de signo opuesto a la española durante la Segunda Guerra Mundial.
En 1933 entró en vigor una nueva Constitución. De cariz presidencialista, admitía la existencia de una Asamblea Nacional y de una Cámara Corporativa compuesta por elementos ligados a las profesiones. En la práctica, el presidente de la República fue una figura apagada, la Asamblea Nacional fue ocupada por leales al régimen y el poder se concentró en la figura de Salazar.
Los antiguos partidos políticos portugueses desaparecieron, con la excepción del clandestino Partido Comunista Portugués (fundado en 1921, cuyos dirigentes fueron duramente perseguidos por la policía política. La censura, establecida en 1926 fue consolidada y se prohibieron todas las huelgas. En 1936 el régimen crea la Legión Portuguesa, una milicia de inspiración fascista, y la Mocidade Portuguesa destinada a encuadrar a la juventud y trasmitirle las ideas del régimen.
Durante la Segunda Guerra Mundial Portugal se mantuvo neutral, beneficiándose de la venta del tungsteno para la fabricación de material bélico. En 1949 el país ingresa en la Organización del Tratado del Atlántico Norte y en 1955 en las Naciones Unidas.
En los años sesenta Portugal registró una fuerte tasa de emigración. Los destinos principales de los emigrantes portugueses, que buscaban unas condiciones de vida más favorables fueron Francia y Alemania occidental.
El 19 de diciembre de 1961 las tropas de la India invaden las colonias portuguesas de Goa, Damán y Diu. Ese mismo año estalla la guerra de independencia de Angola.

#### Guerra colonial
En el contexto político y social de la posguerra, en el que subsistían los principios de autodeterminación e independencia, las colonias de todo el mundo se pusieron en contra de las metrópolis exigiendo su independencia o una forma de gobierno equiparable al gobierno metropolitano. Las posesiones portuguesas, en la época designadas provincias ultramarinas, no fueron una excepción y entre 1961 y 1964 tuvieron lugar una serie de protestas violentas contra las fuerzas portuguesas exigiendo la liberación de los pueblos. Primero ocurrió en Angola, luego en Guinea-Bisáu, Cabo Verde y en 1964 en Mozambique. Con esto se dio inicio a varias guerras, a las cuales los historiadores portugueses se refieren como guerras ultramarinas y los historiadores locales como guerras de liberación. La insostenibilidad de una guerra con tres frentes diferentes (sin tener en cuenta Timor que por su lejanía no se pudo intervenir en él) y el contexto político y social de la dictadura, provocarían que el pueblo se levantara contra el gobierno y en un alzamiento militar denominado Revolución de los Claveles se liberó al país del régimen opresor y se instauró la democracia.

### Revolución de los Claveles

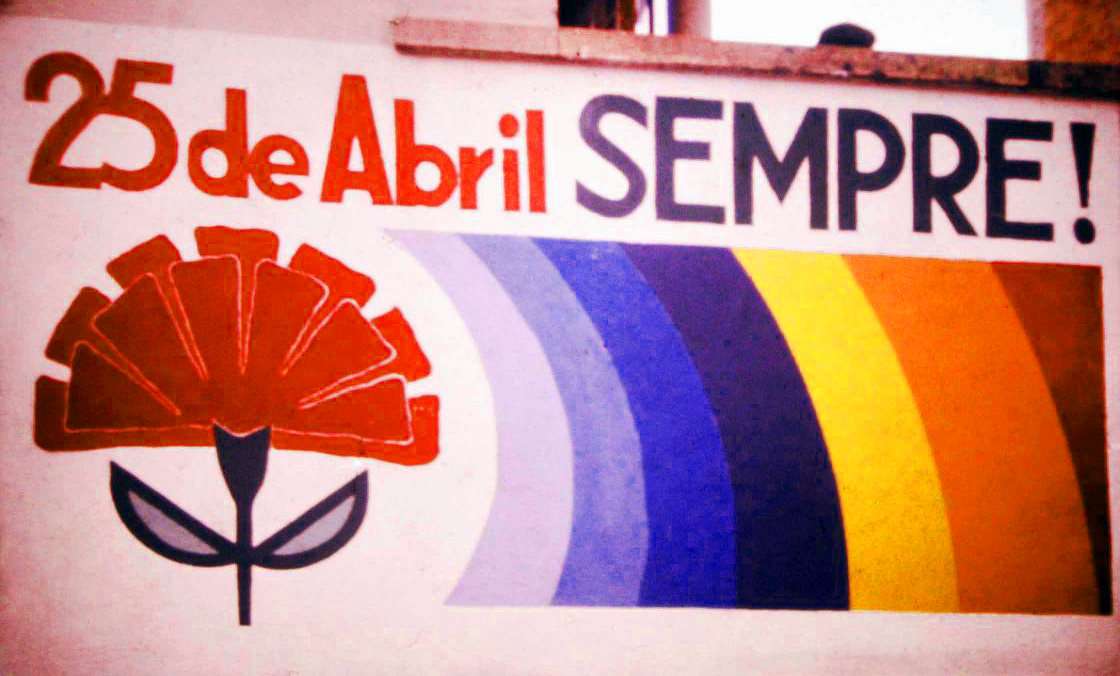
Mural conmemorador de la revolución de los claveles.

En una conspiración militar, una coalición de capitanes del ejército portugués consigue dar un golpe de Estado, que por no ser violento se denominó Revolución de los Claveles. Ocurrió el 25 de abril de 1974. Los dirigentes del movimiento, denominados Capitanes de Abril, asumieron como prioridades el fin de la policía política (PIDE), el restablecimiento de la libertad de expresión y pensamiento, el reconocimiento de los partidos políticos existentes y la negociación con los movimientos independentistas de las colonias.
El poder sería asumido por la Junta de Salvación Nacional, constituida por militares. Este órgano sería substituido por el Consejo de la Revolución, que estuvo vigente entre 1975 y 1982. António de Spínola fue designado presidente de la República, nombrándose también el primer gobierno provisional, presidido por Adelino da Palma Carlos. Se iniciaba un periodo muy agitado que pasó ser conocido como el Proceso Revolucionario en Curso.
El 11 de marzo de 1975 el país vivió la amenaza de un golpe de Estado derechista encabezado por militares próximos a Spínola, que por su parte, descontento por aquello que él consideraba una deriva izquierdista de la política nacional, había marchado a España. En el mismo día, el gobierno provisional impulsó medidas socialistas en la economía, decretando la estatización de la banca de seguros.
El 25 de abril de 1975, un año después de la revolución, se celebran las primeras elecciones democráticas, cuyo objetivo fue elegir una Asamblea Constituyente para dotar al país de una Constitución democrática. La nueva constitución sería promulgada el 2 de abril de 1976 encontrándose vigente hasta la actualidad, pese a que ha sido revisada en varias ocasiones.

### III República
La primera fase tras la revolución fue la unión de una corriente conservadora de los militares alrededor de António de Spínola y una vertiente socialista alrededor del primer ministro Vasco Gonçalves, así como el general Francisco da Costa Gomes, Otelo Saraiva de Carvalho y Salgueiro Maia, que eran miembros del Movimiento de las Fuerzas Armadas. Una vez establecida la corriente socialista, comenzaron las nacionalizaciones y la reforma agraria. La Constitución de 1976 definía el paso al socialismo con el destino del Estado.
En las primeras elecciones presidenciales tras la Constitución de 1976, se establecieron los cimientos para crear un modelo de Estado parlamentario a la usanza de la Europa occidental. El representante del Partido Socialista, Mário Soares acercaron el país a la Unión Europea Comunidad Europea, siendo el ingreso en 1986, junto al de España, cuyas negociaciones habían sido más problemáticas.
En 1979 ganó las elecciones parlamentarias, por primera vez tras la Revolución de los Claveles, un grupo político situado en el centro derecha (gobierno de Francisco de Sá Carneiro y Francisco Pinto Balsemão). El gobierno se puso de acuerdo con la oposición socialista para llevar a cabo una reforma constitucional. La nueva Constitución, que entró en vigor en 1982 eliminó algunas instituciones que habían surgido tras la Revolución, entre ellas el Consejo Revolucionario, y creó un Tribunal Constitucional al estilo de los países democráticos. En 1985, Aníbal Cavaco Silva se convierte en primer ministro por el Partido Social Demócrata de corte conservador. Dos años más tarde el partido logró la mayoría absoluta. Cavaco Silva se mantuvo en el poder hasta 1995, impulsando una política económica neoliberal y privatizando aquellas empresas que se habían nacionalizado tras la revolución. Desde 1995 hasta 2002, el gobierno estuvo en manos del socialista António Guterres. Macao, la última colonia en Asia, fue devuelta a la soberanía china el 20 de diciembre de 1999.
En las elecciones parlamentarias del 17 de marzo de 2002 la derecha portuguesa volvió a conseguir la mayoría de los votos. Con un 62,3% de los votos escrutados, el PSD bajo la dirección de José Manuel Durão Barroso habría logrado un 40,1% de los votos seguido por el Partido Socialista y los conservadores del Partido Popular con un 37,9% y 8,8% respectivamente. Barroso formó una coalición en la que el líder del Partido Popular, Paulo Portas recibió la cartera de Justicia, Trabajo y Asuntos Sociales. Los socialistas mantuvieron en sus manos la Presidencia de la República debido a que el sucesor de Soares fue Jorge Sampaio.
En 2004 Barroso fue nombrado sucesor de Romano Prodi como presidente de la Comisión Europea. Su sucesor en el cargo de primer ministro, Pedro Santana Lopes sólo gobernó durante un corto período ya que en noviembre de ese año la Asamblea Nacional se disolvió para elegir un nuevo primer ministro. En febrero de 2005 tuvieron lugar las elecciones y en ellas el Partido Socialista logró por primera vez en su historia una mayoría absoluta. José Sócrates fue nombrado primer ministro.
El 22 de enero de 2006 los votantes portugueses eligieron a Aníbal Cavaco Silva como nuevo presidente de la República. Logró mayoría absoluta en la primera vuelta, por lo que no se tuvo que enfrentar en una segunda vuelta con su principal rival, el candidato socialista renegado Manuel Alegre que quedó delante del canditato oficial del partido socialista Mário Soares.